# Apollo 15
Apollo 15 è stata la nona missione spaziale con equipaggio del programma Apollo dell'agenzia statunitense NASA e la quarta ad allunare. È stata la prima missione di tipo J, ovvero di quel gruppo di missioni che prevedevano un soggiorno più lungo sulla Luna e una prevalenza dell'attività scientifica su quella tecnologica. Apollo 15 è stata anche la prima a utilizzare il rover lunare.
La missione ebbe inizio il 26 luglio 1971 e si concluse il 7 agosto. L'esplorazione della superficie lunare si svolse tra il 30 luglio e il 2 agosto. Il comandante David Scott e il pilota del modulo lunare James Irwin scesero vicino alla rima di Hadley ed esplorarono i dintorni grazie all'utilizzo del rover, che permise loro di viaggiare più lontano dal modulo lunare rispetto a quanto fosse stato possibile nelle precedenti missioni. Gli astronauti trascorsero 18 ore e mezza in attività extraveicolare (EVA) sulla superficie lunare, durante le quali raccolsero 77 kg di materiale.
Negli stessi momenti, il pilota del modulo di comando Alfred Worden rimaneva in orbita lunare in attesa dei colleghi, gestendo i sensori posti nel vano scientifico del modulo di servizio. Questi strumenti permisero di raccogliere dati sulla Luna e sul suo ambiente utilizzando una telecamera panoramica, uno spettrometro a raggi gamma e una telecamera per mappatura, un altimetro laser, uno spettrometro di massa e un satellite artificiale che venne rilasciato in orbita lunare prima di ripartire verso la Terra. Dopo che il modulo lunare si ricongiunse con il modulo di comando, il motore di quest'ultimo venne acceso per fare ritorno verso la Terra. Durante il tragitto, Worden eseguì la prima passeggiata nello spazio profondo. La missione Apollo 15 ammarò in sicurezza il 7 agosto, nonostante il mancato dispiegamento di uno dei suoi tre paracadute.
La missione raggiunse i suoi obiettivi, ma l'anno successivo fu segnata da un evento negativo, in quanto emerse che l'equipaggio aveva trasportato cartoline postali non autorizzate sulla superficie lunare, alcune delle quali poi vendute da un rivenditore di francobolli della Germania Ovest. I membri dell'equipaggio furono rimproverati per l'azione e non volarono più nello spazio. L'Apollo 15 è anche ricordata per aver trovato la Roccia della genesi e per l'uso da parte di Scott di un martello e di una piuma per convalidare la teoria della caduta dei gravi di Galileo Galilei secondo cui, in assenza di resistenza dell'aria, gli oggetti cadono alla stessa velocità a causa della forza di gravità.

## Contesto
Il programma spaziale Apollo fu avviato dal presidente degli Stati Uniti John Kennedy il 2 maggio 1961, con l'obiettivo di inviare per la prima volta uomini sulla Luna, entro la fine del decennio. Il fine era dimostrare, così, la superiorità degli Stati Uniti sull'Unione Sovietica nella cosiddetta "corsa allo spazio", una questione politica nel contesto più ampio della guerra fredda. Il 20 luglio 1969 tale traguardo venne raggiunto dall'agenzia spaziale americana, la NASA, quando gli astronauti della missione Apollo 11 eseguirono con successo il primo allunaggio.
Nel 1962 la NASA aveva sottoscritto un contratto per la fornitura di quindici razzi Saturn V per il perseguimento dell'obiettivo del programma Apollo di compiere un allunaggio entro la fine degli anni sessanta; allora nessuno poteva prevedere quante missioni sarebbero state necessarie. Dal momento che il traguardo venne raggiunto nel 1969 con il sesto Saturn V, rimasero nelle disponibilità della NASA altri nove razzi che avrebbero potuto consentire, quindi, di totalizzare dieci allunaggi. Era stato previsto, inoltre, di realizzare una versione più pesante ed evoluta della navicella spaziale Apollo da utilizzare nelle ultime cinque missioni (Apollo 16-20). Il rinnovato modulo lunare sarebbe stato in grado di funzionare fino a 75 ore e trasportare un rover sulla superficie della Luna. Il modulo di servizio avrebbe ospitato una serie di esperimenti da eseguire in orbita lunare per raccogliere dati sulla Luna. Nel piano originale, Apollo 15 avrebbe dovuto essere l'ultima delle missioni di "tipo H" - con la configurazione già impiegata nelle quattro precedenti missioni - e sarebbe dovuta atterrare nel cratere Censorinus. Tuttavia, in conseguenza di preannunciati tagli al bilancio, nel settembre 1970, la NASA annullò tre missioni. Apollo 15 fu quindi riprogrammata come la prima delle missioni estese (note come "missioni J" e che sarebbero state tre in totale) e il sito di allunaggio venne spostato in prossimità del Mons Hadley, inizialmente prescelto per Apollo 19.
Lo svolgimento di una missione di tipo J, con un'attività scientifica potenziata sulla superficie lunare e l'utilizzo del rover per gli spostamenti, avrebbe comportato una maggiore complessità nelle comunicazioni tra il centro di controllo missione e gli astronauti e per ovviare a ciò si procedette con la costruzione in Australia della Honeysuckle Creek Tracking Station.

## Informazioni generali

### Equipaggio
| Ruolo                        | Astronauta                      | Astronauta                      |
| ---------------------------- | ------------------------------- | ------------------------------- |
| Comandante                   | David Scott Terzo e ultimo volo | David Scott Terzo e ultimo volo |
| Pilota del modulo di comando | Alfred Worden Unico volo        | Alfred Worden Unico volo        |
| Pilota del modulo lunare     | James Irwin Unico volo          | James Irwin Unico volo          |

La composizione degli equipaggi venne resa nota al pubblico dalla NASA il 26 marzo 1970, poco prima del lancio di Apollo 13. Per il comandante David Scott si trattava del terzo volo nello spazio, dopo le missioni Gemini 8 e Apollo 9. Per Alfred Worden, pilota del modulo di comando e James Irwin, pilota del modulo lunare, si trattava della prima esperienza nello spazio. I tre erano membri dell'aeronautica militare americana.

### Equipaggio di riserva
| Ruolo                        | Astronauta       | Astronauta       |
| ---------------------------- | ---------------- | ---------------- |
| Comandante                   | Richard Gordon   | Richard Gordon   |
| Pilota del modulo di comando | Vance Brand      | Vance Brand      |
| Pilota del modulo lunare     | Harrison Schmitt | Harrison Schmitt |

Anche il comandante di riserva Richard Gordon aveva esperienza nello spazio, avendo volato su Gemini 11 e come pilota del modulo di comando di Apollo 12 (missione che portò Conrad e Bean sulla Luna). Nel piano di rotazione degli equipaggi adottato alla NASA, i membri dell'equipaggio di riserva avrebbero costituito l'equipaggio principale della terza missione successiva, in questo caso Apollo 18. Poiché questa era già stata cancellata a settembre del 1970, la speranza di poter volare verso la Luna per Gordon, Brand e Schmitt - che per l'appunto componevano l'equipaggio di riserva - divenne minima. Infatti l'unico che visse quest'esperienza fu Schmitt, che partecipò quale scienziato-astronauta ad Apollo 17.

### Equipaggio di supporto
Per ogni missione dei programmi Mercury e Gemini veniva nominato un equipaggio principale e uno di riserva. Per il programma Apollo venne aggiunta una terza squadra di astronauti, conosciuta come equipaggio di supporto (Support Crew). A questi veniva demandata la stesura del piano di volo, delle liste di controllo e le procedure di base della missione; era inoltre loro responsabilità assicurarsi che gli astronauti dell'equipaggio principale e di riserva fossero informati di eventuali modifiche. L'equipaggio di supporto aveva inoltre il compito di sviluppare le procedure (con particolare attenzione alle situazioni di emergenza) che sarebbero state sottoposte agli altri due equipaggi nelle fasi di preparazione nei simulatori. L'equipaggio di supporto dell'Apollo 15 era composto dagli astronauti Joseph Allen, Robert Parker e da Karl Henize. Tutti e tre erano scienziati-astronauti facenti parte del sesto gruppo di selezione della NASA del 1967, poiché l'equipaggio principale sentiva di aver bisogno di maggiore assistenza nelle attività scientifiche rispetto a quelle di pilotaggio. Nessuno dell'equipaggio di supporto avrebbe avuto l'occasione di partecipare a successive missioni del programma Apollo (avrebbero partecipato invece alle successive missioni dello Space Shuttle).

### Controllo missione
I direttori di volo dell'Apollo 15 furono i seguenti:
- Gerry Griffin, Gold team
- Milton Windler, Maroon team
- Glynn Lunney, Black team
- Gene Kranz, White team

Durante le missioni Apollo i radiofonisti di contatto (CAPCOM), che mantenevano le comunicazioni tra l'equipaggio nello spazio e il centro di controllo missione a Terra, furono sempre colleghi degli astronauti: per Apollo 15 si alternarono Joseph Allen, Vance Brand, Gordon Fullerton, Richard Gordon, Karl Henize, Edgar Mitchell, Robert Parker, Harrison Schmitt e Alan Shepard.

### Emblema

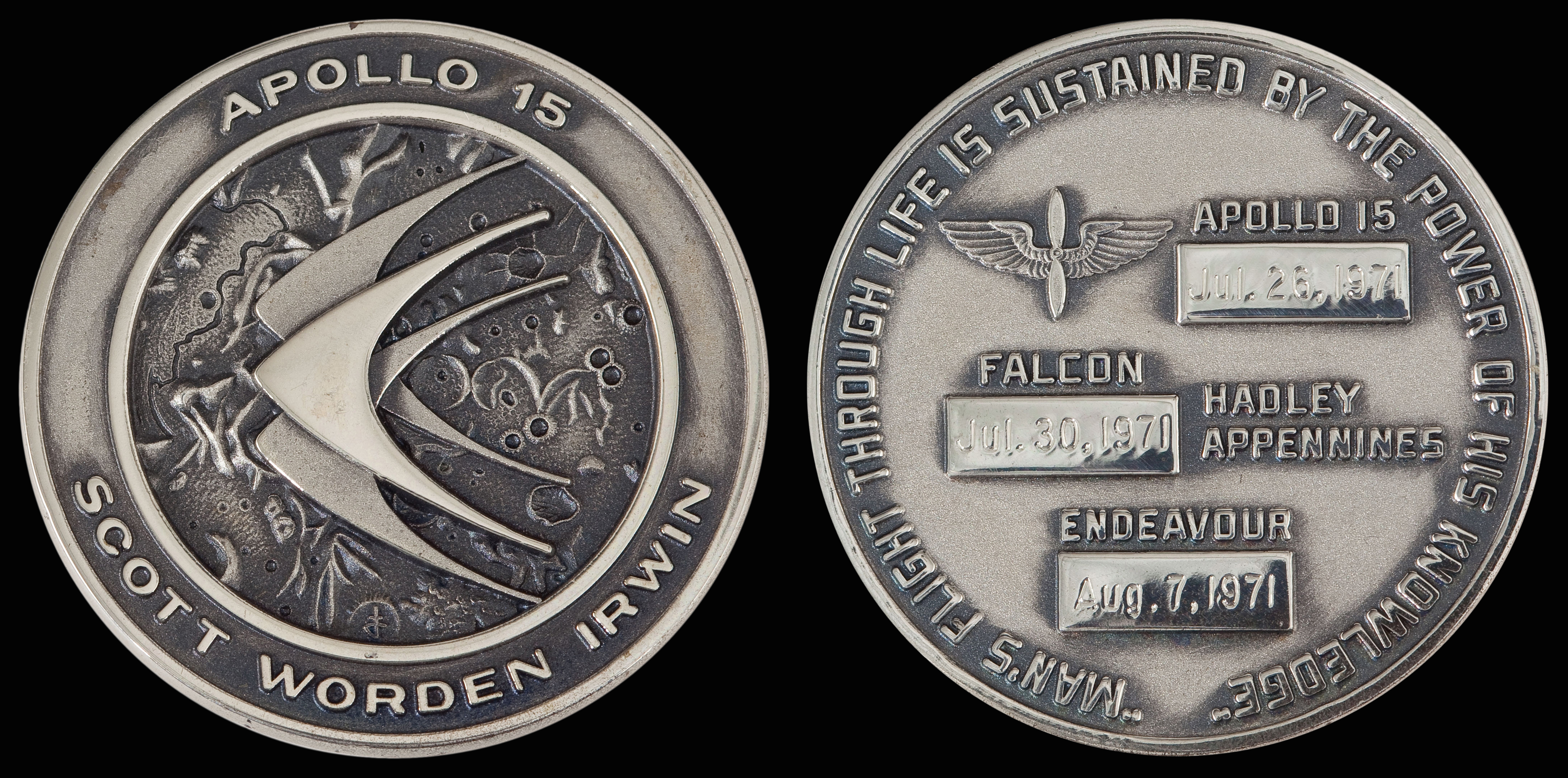
Medaglione commemorativo con l'emblema della missione Apollo 15

L'emblema della missione Apollo 15 riprendeva temi cari all'Air Force, in un tributo dell'equipaggio alla forza armata in cui prestava servizio, proprio come era accaduto per l'emblema dell'Apollo 12 che richiamava la marina statunitense. Venne disegnato dallo stilista italiano Emilio Pucci, a cui venne commissionato direttamente dagli ingegneri della NASA. Nell'emblema sono raffigurati tre uccelli stilizzati, a rappresentare i tre membri dell'equipaggio, che sorvolano il sito di allunaggio previsto per la missione, la rima Hadley. A tal proposito, l'astronauta dell'Apollo 15 Alfred Worden ha affermato che «l'emblema [...] è stato disegnato essenzialmente [da] Emilio Pucci. Ricordo che era ingegnere aeronautico e che amava volare...». Gli uccelli sono seguiti dal numero romano XV, che fu nascosto nei contorni enfatizzati di alcuni crateri dopo che la NASA richiese che il numero della missione fosse riportato in numeri arabi. Il tutto è contornato da un cerchio di colore rosso, seguito da una fascia bianca in cui sono stati riportati la denominazione della missione e i cognomi dei membri dell'equipaggio e, infine, da un bordo blu. Sempre Worden affermò che a ogni uccello raffigurato nell'emblema sarebbe corrisposto un membro dell'equipaggio: quello bianco era il suo corrispettivo (ed era posizionato in alto in quanto pilota del modulo di comando), a Scott corrispondeva quello blu e a Irwin quello rosso. I colori corrispondevano anche a quelli delle Chevrolet Corvette guidate dagli astronauti al Kennedy Space Center, quando furono fotografati per l'edizione dell'11 giugno 1971 della rivista Life.

## Preparazione

### Addestramento geologico
Harrison Schmitt e altri scienziati-astronauti sostenevano la necessità di una maggior attenzione alla ricerca scientifica nelle missioni lunari del programma Apollo. Spesso queste osservazioni non ricevevano l'interesse degli altri astronauti o venivano giudicate non prioritarie. Schmitt si rese conto che era necessario che vi fosse un insegnante esperto che entusiasmasse gli astronauti e, durante la fase preparatoria della missione Apollo 13, contattò il geologo Leon Silver, che invitò il comandante della missione, Jim Lovell, e il pilota del modulo lunare, Fred Haise a compiere una prova sul campo, continuando, in seguito, a impartire lezioni di geologia ai due astronauti. Inoltre, un secondo geologo, Farouk El-Baz, si occupò di istruire il pilota del modulo di comando, Ken Mattingly, affinché potesse compiere osservazioni pianificate dall'orbita lunare. Le abilità acquisite dall'equipaggio rimasero per lo più inutilizzate, a causa dell'esplosione che danneggiò la navetta e che impedì l'allunaggio. Anche nella fase preparatoria della successiva Apollo 14, il pilota del modulo lunare, Stuart Roosa, accettò con interesse di essere istruito in geologia, a differenza del comandante della missione, Alan Shepard.
Essendo già stati addestrati nella conduzione della navicella spaziale Apollo, avendo servito come equipaggio di riserva dell'Apollo 12, gli astronauti di Apollo 15, Scott, Worden e Irwin, poterono dedicare parte del tempo di addestramento allo studio della geologia. Scott voleva fortemente che la missione riportasse sulla Terra la massima quantità di dati scientifici possibili e, di conseguenza, si incontrò nel 1970 con Silver per pianificare le lezioni sulla geologia lunare. Inoltre, si sviluppò una sana competizione tra l'equipaggio principale e quello di riserva quando Schmitt vi entrò a far parte come pilota del modulo lunare.

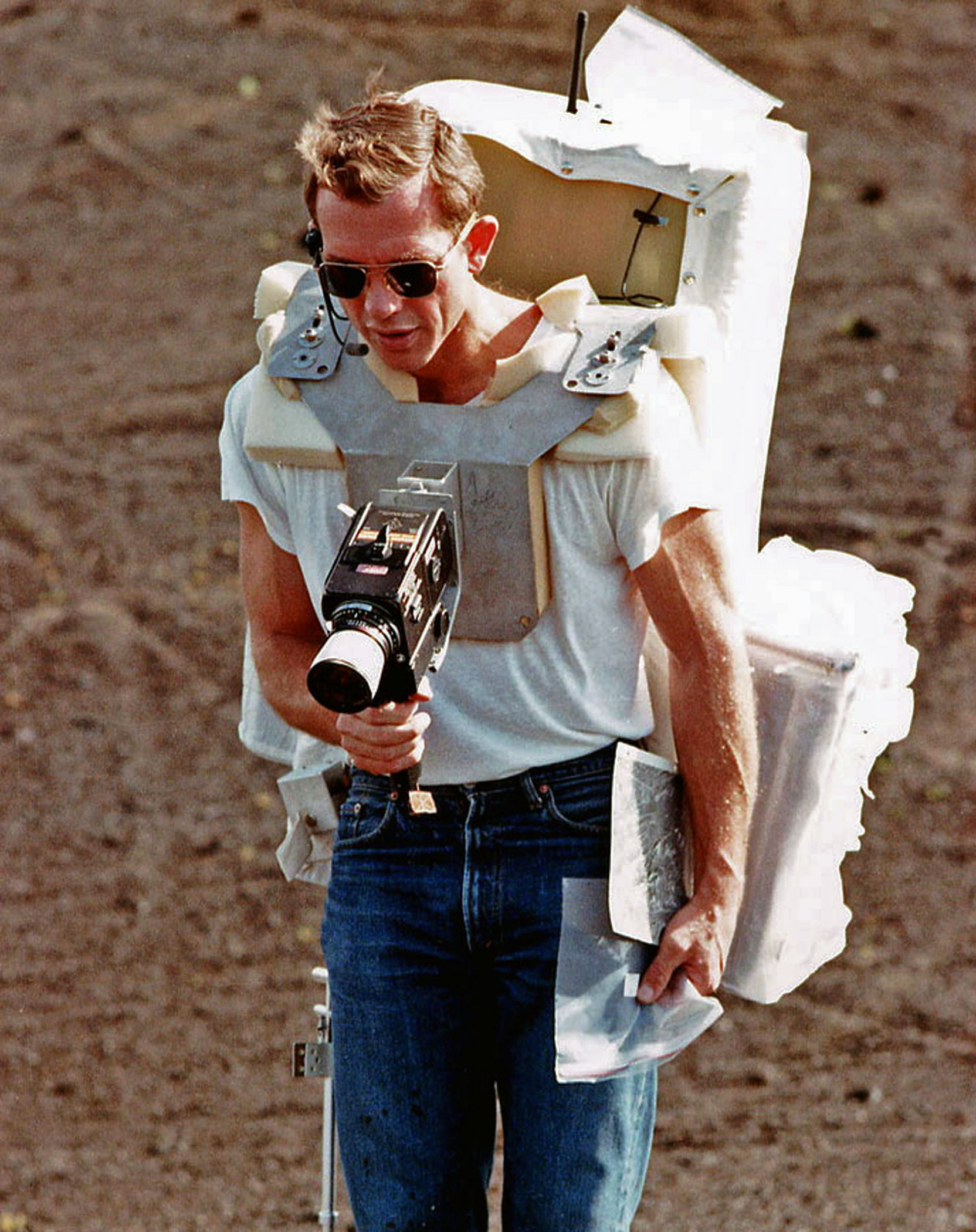
Il comandante David Scott scatta una fotografia durante l'addestramento geologico alle Hawaii, nel dicembre 1970

Le sessioni di formazione geologica sul campo si svolsero con una frequenza di circa un appuntamento al mese per i complessivi 20 mesi di addestramento dell'equipaggio. Inizialmente Silver portò comandanti e piloti del modulo lunare in alcuni siti di rilevanza geologica in Arizona e nel Nuovo Messico. Avvicinandosi alla data del lancio, nelle sessioni formative vennero riproposte le condizioni che gli equipaggi avrebbe incontrato sulla superficie lunare: agli astronauti fu chiesto di indossare zaini simili a quelli che avrebbero avuto sulla Luna e di comunicare utilizzando le ricetrasmettenti con un CAPCOM, quest'ultimo accompagnato da un geologo che non aveva familiarità con l'area e che quindi doveva affidarsi alle descrizioni degli astronauti per interpretare i risultati, familiarizzando con i membri dell'equipaggio e con le loro descrizioni.
Nel frattempo Worden trascorse gran parte del suo tempo presso le strutture nordamericane della Rockwell a Downey, in California, dove veniva costruito il modulo di comando e servizio (CSM). Fu lì che intraprese la sua formazione in geologia, in modo diverso rispetto ai suoi colleghi. Lavorando con El-Baz, studiò infatti mappe e fotografie dei crateri che avrebbe osservato dall'orbita mentre gli altri membri dell'equipaggio avrebbero esplorato la superficie lunare. El-Baz lo istruì su come descrivere le caratteristiche lunari in modo tale da risultare utile agli scienziati che avrebbero ascoltato le sue trasmissioni sulla Terra.

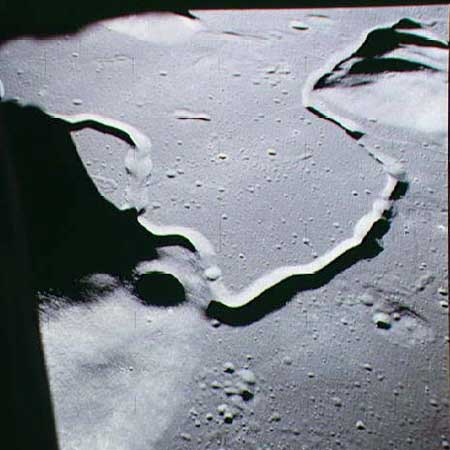
Sito di allunaggio di Apollo 15

### Scelta del sito di allunaggio
La decisione di allunare a Hadley venne presa nel settembre del 1970. Il comitato preposto alla scelta aveva ristretto le opzioni a due possibili siti: la rima di Hadley, una profonda frattura posta ai margini del Mare Imbrium vicino ai Montes Apenninus, o il cratere Marius, vicino a un gruppo di cupole basse, probabilmente di origine vulcanica. Sebbene la decisione finale non spettasse al comandante della missione, la sua opinione aveva sempre una grande influenza; per Scott, Hadley «possedeva una maggiore varietà». Dichiarò, inoltre, che «c'è una certa qualità intangibile che guida lo spirito dell'esplorazione e sento che Hadley la possiede. Inoltre sembra un bel posto e quando le cose sembrano buone, abitualmente lo sono». La decisione venne presa sebbene alla NASA mancassero immagini ad alta risoluzione del sito di atterraggio, che non ne erano state ancora acquisite poiché il sito era considerato troppo accidentato perché potesse essere scelto in una delle missioni Apollo di tipo H - come avrebbe dovuto essere Apollo 15. La vicinanza dei Montes Apenninus al sito di Hadley richiedeva una traiettoria di discesa nell'atterraggio di 26 gradi, molto più ripida rispetto ai 15 gradi che avevano caratterizzato i precedenti allunaggi.

## Mezzi e strumentazione

### Navetta spaziale

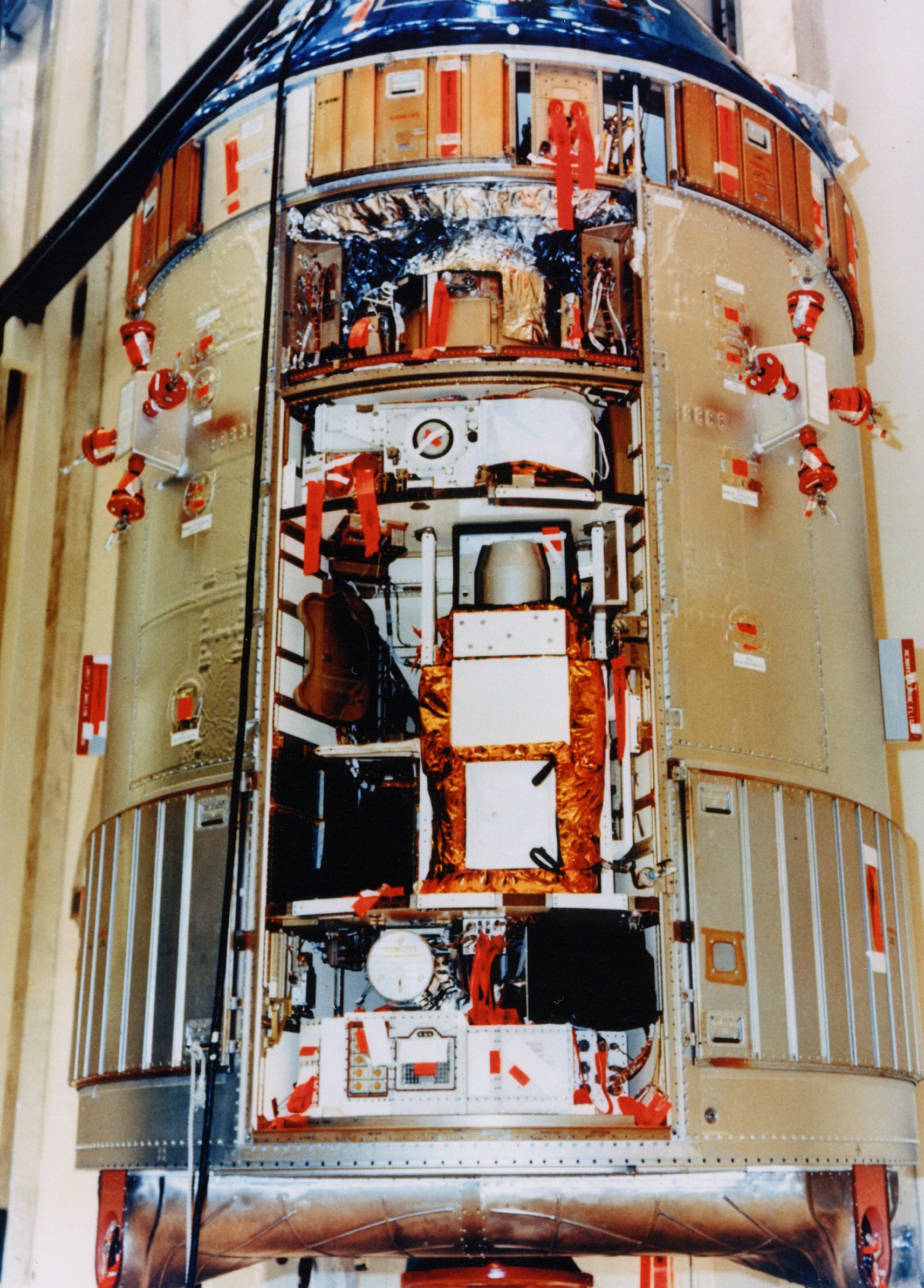
La SIM bay Apollo 15

L'Apollo 15 utilizzò il modulo di comando e servizio CSM-112, al quale era stato assegnato il codice di chiamata Endeavour, dal nome della nave oceanografia HMS Endeavour, con cui James Cook condusse l'esplorazione dell'Oceania. Come la HMS Endeavour era stata la prima missione navale condotta a scopo puramente scientifico, così Apollo 15 sarebbe stata la prima missione del programma condotta con una forte enfasi sul ritorno scientifico, nelle parole del capitano Scott. Il modulo lunare LM-10 ricevette il codice di chiamata Falcon, dalla mascotte dell'United States Air Force Academy. Nel modulo di comando venne collocato un piccolo pezzo di legno dalla nave di Cook, mentre sul Falcon vennero trasportate due piume di falco in riconoscimento del servizio nell'Aeronautica prestato dai membri dell'equipaggio.
Sia nella fase di preparazione, sia nel corso della missione emersero alcuni problemi con la strumentazione scientifica alloggiata nella stiva del modulo di servizio. Alcuni strumenti furono ultimati con dei ritardi, mentre direttori scientifici e altri responsabili della NASA chiesero di svolgere ulteriori test o di apportare piccole modifiche. Durante la missione si verificarono alcuni malfunzionamenti di carattere meccanico, derivanti da difetti di progettazione; nonostante gli strumenti fossero stati progettati per funzionare nello spazio, erano stati testati solo a terra in condizioni che intendevano riprodurre quelle che avrebbero incontrato nello spazio. Così, più volte nel corso della missione, non fu possibile ritrarre completamente le aste di 7,5 metri impiegate dagli spettrometri di massa e di raggi gamma.
Sul modulo lunare i serbatoi di carburante e di ossidante vennero ingranditi, sia sullo stadio di discesa che in quello di risalita, così come l'ugello del motore dello stadio di discesa. Vennero aggiunte batterie e celle solari per garantire una maggiore potenza elettrica. Tutto ciò portò a un aumento di peso del modulo lunare di 1800 kg in più rispetto ai modelli precedenti, arrivando a 16000 kg.
Nella precedente architettura come "missione H", sarebbero stati utilizzati il CSM-111 e il LM-9, che erano stati già prodotti quando Apollo 15 fu riorganizzata. Quel CSM venne poi utilizzato nella missione denominata Programma test Apollo-Sojuz, lanciata nel 1975, mentre il modulo lunare rimase inutilizzato ed è ora in esposizione al Kennedy Space Center Visitor Complex. Il CSM Endeavour si trova invece al National Museum of the United States Air Force presso la base aerea di Wright-Patterson a Dayton, in Ohio.

### Veicolo di lancio

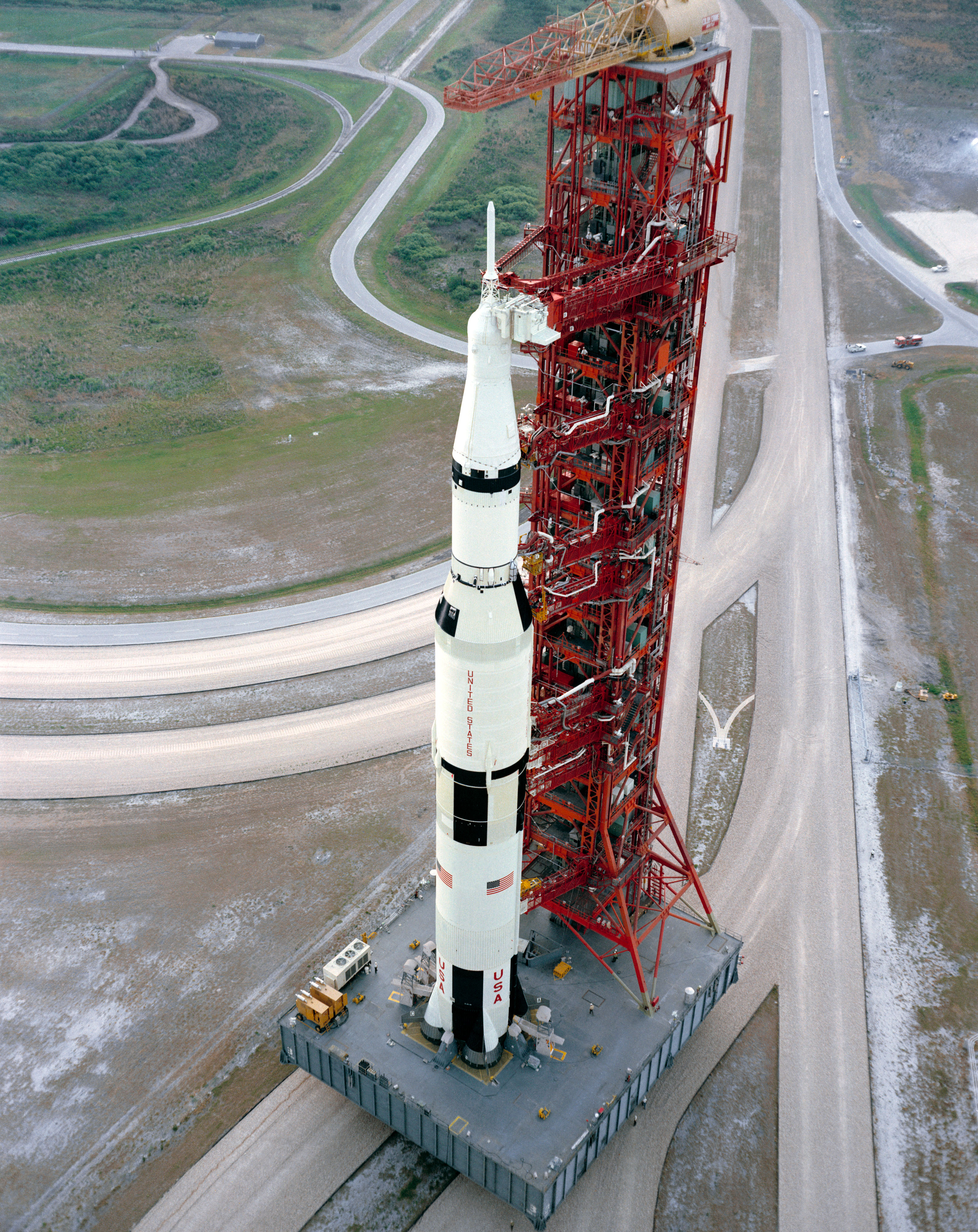
Il razzo Saturn V che avrebbe portato l'Apollo 15 verso la Luna in procinto di arrivare al Complesso di lancio 39.

Il razzo Saturn V che portò nello spazio l'Apollo 15 fu designato SA-510. Per trasportare un carico utile maggiore, furono modificati sia il razzo che la traiettoria di volo. Nello specifico, il razzo fu lanciato con un azimut compreso tra 80 e 100°, in una direzione che risultò più meridionale rispetto a quella delle precedenti missioni; inoltre, raggiunse un'orbita di parcheggio più bassa, alla quota di 166 chilometri. Solo queste modifiche avrebbero permesso di trasportare 500 kg in più. Inoltre vennero ridotte le riserve di propellente e il numero dei retrorazzi presenti sul primo stadio S-IC (usati per separare il primo stadio esaurito dal secondo stadio S-II) passò da otto a quattro. Infine, i quattro motori esterni dello stadio dell'S-IC furono lasciati accesi per maggior tempo, così come venne fatto per il motore centrale. Vennero apportate anche alcune modifiche allo stadio S-II per smorzare l'oscillazione pogo.
Le singole unità del Saturn V AS-510 vennero trasportate a Cape Kennedy tra i mesi di maggio e luglio del 1970. L'11 maggio 1971 fu terminato l'assemblaggio delle stesse nel Vehicle Assembly Building e il razzo venne trasportato sulla rampa di lancio 39-A. Tra la fine di giugno e l'inizio di luglio del 1971, il razzo e la Launch Umbilical Tower (LUT) vennero colpiti almeno quattro volte da un fulmine. In tali occasioni non si registrarono danni al veicolo e solo lievi danni alle attrezzature di supporto a terra.

### Tute spaziali

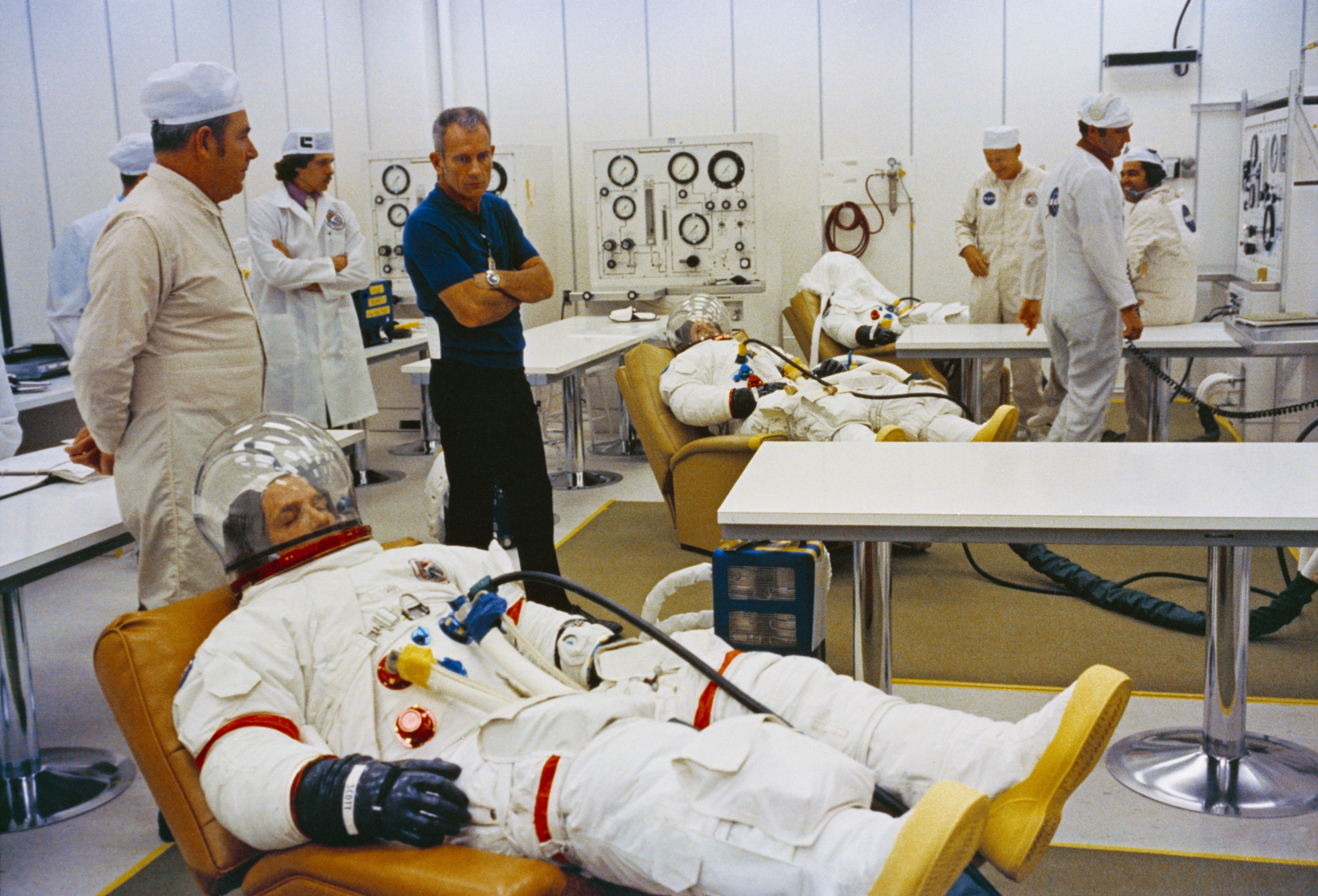
Gli astronauti dell'Apollo 15 indossano le tute spaziali poco prima del lancio

Gli astronauti dell'Apollo 15 indossarono tute spaziali riprogettate. In tutte le precedenti missioni Apollo, incluse quelle che non allunarono, il comandante e il pilota del modulo lunare avevano in dotazione un abbigliamento con il supporto vitale, il raffreddamento a liquido e le connessioni con gli apparati di comunicazione in due file parallele di tre. Su Apollo 15, le nuove tute, soprannominate "A7LB", avevano i connettori disposti in coppie triangolari. Questa nuova disposizione, insieme allo spostamento della cerniera d'ingresso (che andava in su-giù sui vecchi modelli) sistemata in diagonale dalla spalla destra all'anca sinistra, permetteva agli astronauti di indossare la tuta più facilmente negli spazi angusti della navetta. Ciò permise a coloro che le indossavano di godere di un maggiore movimento del busto, permettendogli di piegarsi completamente e di sedersi anche sul rover. Un aggiornamento degli zaini con il supporto vitale avrebbe consentito inoltre attività extraveicolari di maggiore durata sulla Luna. Come in tutte le missioni seguite ad Apollo 13 (anch'essa inclusa), la tuta del comandante era contraddistinta da una striscia rossa sul casco, sulle braccia e sulle gambe.
Worden avrebbe indossato una tuta simile a quelle già indossate dagli astronauti dell'Apollo 14, sebbene modificata per interfacciarsi con l'equipaggiamento dell'Apollo 15. La sua tuta inoltre era priva dell'attrezzatura necessaria esclusivamente per le attività sulla superficie lunare, come l'indumento di raffreddamento a liquido; l'unica EVA che Worden avrebbe dovuto compiere, infatti, sarebbe avvenuta durante la crociera di ritorno, quando avrebbe dovuto recuperare le cartucce della pellicola dall'alloggiamento del modulo degli strumenti scientifici (SIM) presente all'esterno del modulo di servizio.

### Rover lunare

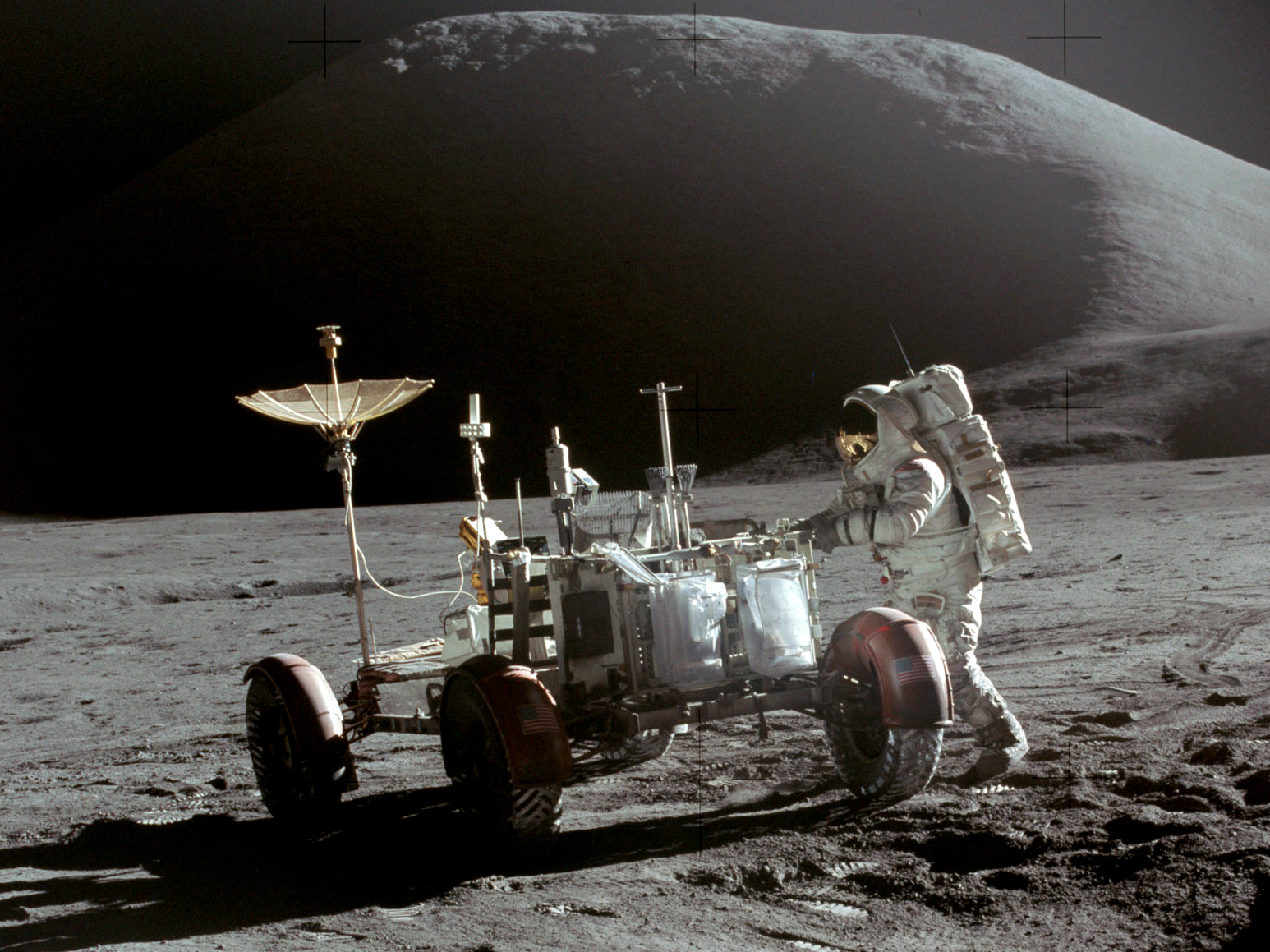
Irwin con il Lunar Roving Vehicle (LRV) sulla Luna

Sin dall'inizio degli anni sessanta, la NASA aveva preso in considerazione l'ipotesi di un veicolo in grado operare sulla superficie lunare. Una prima versione venne chiamata MOLAB, era dotato di una cabina chiusa e pesava circa 2700 kg; alcuni prototipi ridimensionati vennero testati in Arizona. Presto divenne chiaro che la NASA non avrebbe installato una base lunare permanente e quindi un veicolo così grande e complesso sembrò superfluo. Tuttavia, i pianificatori del programma ritennero che un rover avrebbe permesso di incrementare il ritorno scientifico delle missioni potenziate di tipo J, sebbene il limite di peso, stabilito in 230 kg, poneva dei dubbi sulla reale utilità del veicolo. La NASA autorizzò la realizzazione del rover nel maggio del 1969, quando la missione Apollo 10 - prova generale per il successivo allunaggio - fu svolta con successo. L'azienda statunitense Boeing ottenne il contratto per la realizzazione di tre rover, il cui costo complessivo, comprensivo della strumentazione, arrivò a un totale di 40 milioni di dollari, suscitando notevole attenzione da parte dei media in un momento in cui i budget della NASA venivano ridotti e si assisteva a un declino nell'interesse da parte del pubblico per le imprese lunari.
Il Lunar Roving Vehicle venne progettato per essere ripiegato in uno spazio di 1,5 metri per 0,5 metri. Scarico, pesava 209 kg e, quando trasportava due astronauti e le loro attrezzature, arrivava a un peso complessivo di 700 kg. Ogni ruota disponeva di un proprio motore elettrico indipendente da 200 watt. Sebbene potesse essere guidato da entrambi gli astronauti, fu sempre il comandante della missione a guidarlo. Viaggiava a una velocità compresa tra i 10 e i 12 km/h e permise per la prima volta agli astronauti di raggiungere luoghi relativamente lontani dal punto di allunaggio e di disporre di ancora abbastanza tempo per compiere esperimenti scientifici. Il rover di Apollo 15 portava una targa con la scritta: «Man's First Wheels on the Moon, Delivered by Falcon, July 30 1971» («Le prime ruote dell'uomo sulla Luna, trasportato da Falcon, 30 luglio 1971»).

### Particles and Fields Subsatellite
Il Particles and Fields Subsatellite (PFS-1) dell'Apollo 15 fu un piccolo satellite artificiale che venne rilasciato in orbita lunare dal vano di alloggiamento della strumentazione scientifica (SIM bay) poco prima che la missione lasciasse l'orbita lunare per tornare sulla Terra. Gli obiettivi principali di questo satellite erano lo studio del plasma, delle particelle e del campo magnetico lunare e mappare il campo gravitazionale lunare. In particolare, misurò le intensità del plasma e delle particelle energetiche e i campi magnetici vettoriali. Un requisito basilare fu che il satellite eseguisse misure dei campi e acquisisse dati sulle particelle tutt'attorno alla Luna. Oltre a misurare i campi magnetici, il satellite trasportava sensori per studiare le concentrazioni di massa della Luna. Il satellite orbitò attorno alla Luna e trasmise i dati dal 4 agosto 1971 al gennaio 1973, quando, a seguito di molteplici guasti dell'elettronica, il supporto a terra venne interrotto. Si ritiene che si sia schiantato sulla Luna qualche tempo dopo.

## Fasi principali della missione

### Lancio e volo verso la Luna
L'Apollo 15 venne lanciato il 26 luglio 1971 alle ore 13:34 UTC da Cape Canaveral, Florida. Il lancio avvenne subito dopo l'apertura della finestra di lancio di due ore e 37 minuti, che era stata selezionata perché avrebbe consentito agli astronauti di raggiungere la rima Hadley sulla Luna nelle migliori condizioni di illuminazione; una seconda finestra di lancio si sarebbe aperta il giorno successivo, ma, se la missione avesse dovuto essere ulteriormente ritardata, non avrebbe potuto essere lanciata prima della fine di agosto. Gli astronauti furono svegliati da Donald Slayton cinque ore e un quarto prima del lancio e, dopo aver fatto colazione ed essersi preparati, vennero accompagnati al Launch Complex 39A, la rampa di lancio da cui sarebbero partiti; entrarono nel veicolo spaziale circa tre ore prima del decollo. Non si verificò alcun imprevisto durante il conto alla rovescia.
11 minuti e 36 secondi dopo aver lasciato la Terra, il motore del terzo stadio, S-IVB, del razzo vettore Saturn V si spense, dopo aver immesso Apollo 15 nell'orbita di parcheggio in orbita terrestre bassa, dove rimasero per 2 ore e 40 minuti al fine di consentire all'equipaggio (e al centro di controllo missione di Houston, tramite telemetria) di verificare il corretto funzionamento dei sistemi del veicolo spaziale. Completate un'orbita e mezza attorno alla Terra - a 2 ore, 50 minuti e 2 secondi dall'inizio della missione - il motore dell'S-IVB fu riacceso per la manovra propulsiva di inserimento sull'orbita di trasferimento lunare (Trans Lunar Injection, TLI), che spostò il convoglio composto da modulo di comando e servizio Apollo (CSM), modulo lunare (LM o LEM) e terzo stadio del Saturn V su una rotta diretta verso la Luna.
Completata la manovra, furono azionati i bulloni esplosivi che separarono il CSM dall'S-IVB; nel mentre, Worden manovrò il CSM sia per evitare che i due veicoli potessero scontrarsi, sia per agganciare il LEM ed estrarlo dal suo alloggiamento all'estremità del terzo stadio. Completata questa operazione, l'assieme costituito da CSM e LM si allontanò dall'S-IVB; le due navicelle proseguirono e si diressero verso la Luna su traiettorie parallele. Come programmato, circa un'ora dopo che la navetta con l'equipaggio aveva raggiunto l'orbita selenocentrica, l'S-IVB impattò sulla Luna, sebbene lo schianto avvenisse a 146 km di distanza dal punto previsto. L'impatto del razzo venne rilevato dai sismometri lasciati sulla Luna dalla missione Apollo 12 e Apollo 14, fornendo dati scientifici utili.
Durante il trasferimento verso la Luna, l'attivazione di una spia segnalò un malfunzionamento del sistema di propulsione principale (SPS) del modulo di servizio; dopo aver tentato di risolvere il problema, gli astronauti eseguirono un'accensione di prova del motore che valse anche come manovra di correzione di rotta di metà percorso. Questo avvenne a circa 28 ore e 40 minuti dall'inizio della missione. Temendo che il malfunzionamento potesse avviare un'accensione non voluta del sistema propulsivo, gli astronauti non utilizzarono il pannello se non per le operazioni strettamente necessarie. Terminata la missione, ad ogni modo, fu scoperto che il malfunzionamento era stato causato da un pezzettino di filo incastrato all'interno dell'interruttore.

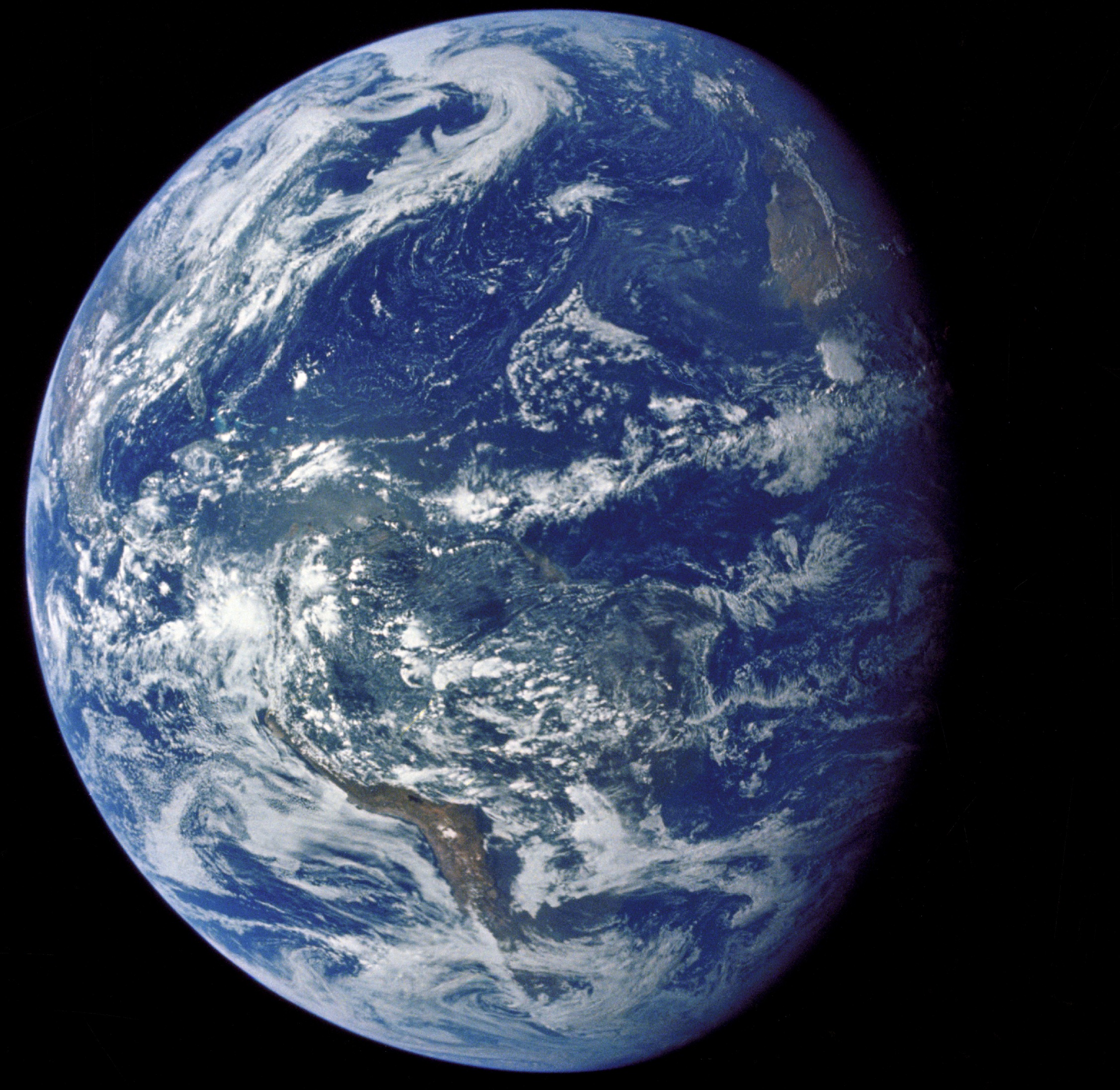
La Terra fotografata durante il viaggio verso la Luna

Dopo aver spurgato e rinnovato l'atmosfera all'interno del modulo lunare per eliminare qualsiasi contaminazione, gli astronauti entrarono nel LEM circa 34 ore dopo l'inizio della missione, al fine di controllare le condizioni del suo equipaggiamento e spostarvi alcuni oggetti che sarebbero stati poi necessari sulla Luna. Gran parte di queste operazioni furono trasmesse a Terra, grazie alla telecamera utilizzata da Worden. L'equipaggio scoprì che si era rotto il vetro del quadrante di lettura del Range/Range Rate tapemeter; ciò costituiva un problema non solo per il danno allo strumento in sé, che forniva informazioni sulla distanza e sulla velocità di avvicinamento del LEM, ma perché frammenti di vetro fluttuavano all'interno del modulo. Lo strumento avrebbe dovuto funzionare in un'atmosfera di elio, ma a causa della rottura si trovava immerso nell'atmosfera di ossigeno del modulo lunare. I test a terra permisero di attestare che avrebbe funzionato ancora correttamente e gli astronauti rimossero la maggior parte del vetro utilizzando un aspirapolvere e un nastro adesivo.

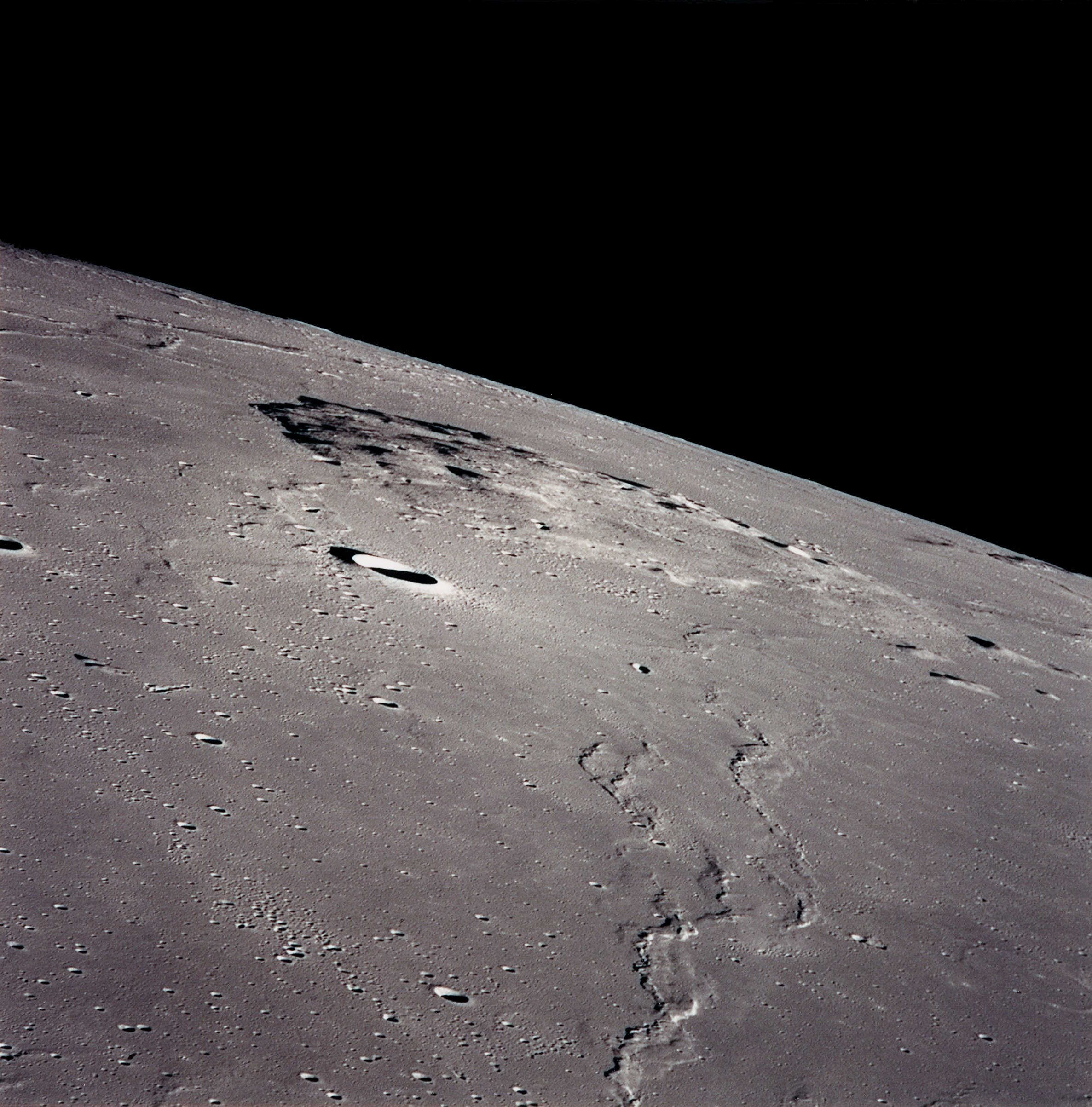
La superficie lunare fotografata da Apollo 15

Finora si erano riscontrati solo piccoli problemi, ma a circa 61 ore e 15 minuti dall'inizio della missione (la sera del 28 luglio a Houston), Scott scoprì una perdita nel sistema idrico. L'equipaggio non fu in grado di individuare dove avvenisse la fuoriuscita di liquido e se il problema potesse costituire un pericolo per la missione. Gli esperti di Houston trovarono presto una soluzione che venne implementata con successo a bordo. L'acqua venne rimossa con degli asciugamani che poi furono fatti asciugare nel tunnel tra il modulo di comando (CM) e il modulo lunare.
A 73 ore, 31 minuti e 14 secondi dal lancio venne eseguita una seconda correzione di rotta (midcourse correction), con un'accensione del motore di durata inferiore al secondo. Sebbene vi fosse la possibilità di compiere fino a quattro accensioni per l'aggiustamento della traiettoria dopo l'inserimento in orbita di trasferimento lunare, ne furono necessarie soltanto due. L'Apollo 15 arrivò in prossimità della Luna il 29 luglio e mentre sorvolava il lato nascosto venne eseguita l'accensione del motore per l'inserimento in orbita lunare, in assenza di contatto radio con la Terra. Se il motore non si fosse acceso, l'Apollo 15 sarebbe rimasto sulla stessa orbita percorsa nell'avvicinamento, che l'avrebbe ricondotto sulla Terra. Essendo quest'orbita più veloce dell'altra, un anticipo nel recupero dei contatti radio avrebbe potuto segnalare la temuta mancata accensione del motore principale. Viceversa, la perdurante assenza di contatti permise al Centro di Controllo Missione di presumere che l'accensione fosse avvenuta con successo. Così fu e quando il contatto riprese, Scott parlò con ammirazione della bellezza della Luna, prima ancora di comunicare i dettagli dell'accensione. Alan Shepard, che era in ascolto, lo sollecitò allora a comunicare quest'ultimi in modo stizzito, per poter darne comunicazione nel corso di un'intervista televisiva. L'accensione durò 398,36 secondi ed ebbe luogo a 78 ore, 31 minuti e 46,7 dall'inizio della missione, a un'altitudine di 160,6 km dalla superficie della Luna permettendo ad Apollo 15 di inserirsi in una orbita lunare ellittica di 315,0 per 106,9 km.

### Orbita lunare e allunaggio

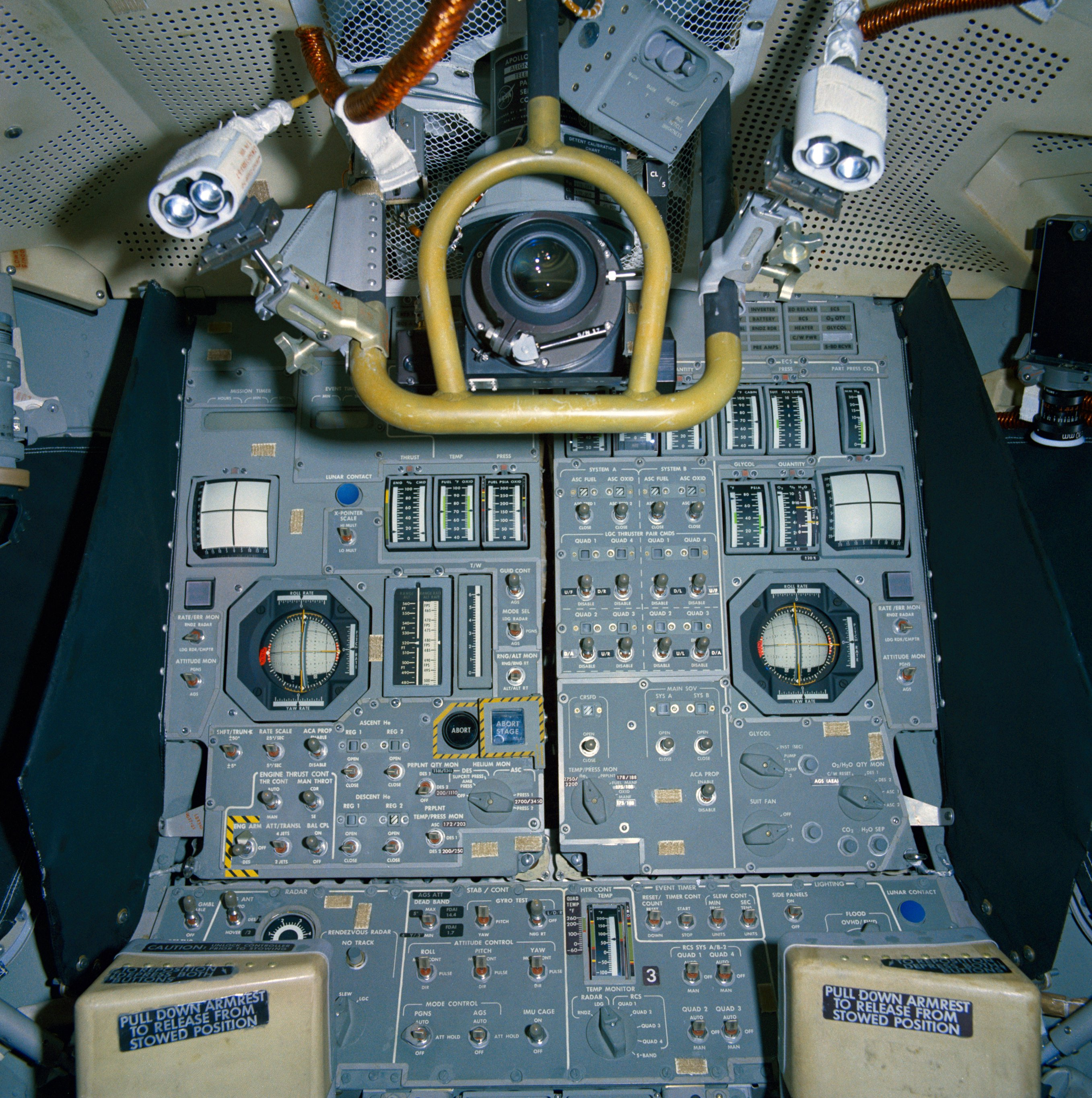
Interno del modulo lunare

Durante le missioni Apollo 11 e 12 il modulo lunare si era separato dal CSM e spostato su un'orbita più bassa, da cui avrebbe successivamente iniziato la traiettoria di discesa sulla Luna; a partire da Apollo 14, l'esigenza di risparmiare carburante per il maggior peso del modulo lunare aveva reso necessario che la manovra di inserimento nell'orbita di discesa (DOI) avvenisse tramite accensione del motore principale del CSM quando i due mezzi erano ancora collegati. L'orbita iniziale in cui si trovava Apollo 15 aveva il suo apolunio (o apoastro) sopra il sito previsto per l'allunaggio; fu eseguita quindi un'accensione del motore nel punto opposto dell'orbita (il perilunio o periastro) affinché il perilunio della nuova orbita si venisse a trovare al di sopra del luogo dell'allunaggio. Tale accensione venne eseguita a 82 ore, 39 minuti e 49,09 secondi dall'inizio della missione; il risultato fu il raggiungimento di un'orbita con apolunio a 108,3 km e perilunio a 17,8 km. Durante la notte tra il 29 e il 30 luglio, mentre l'equipaggio si riposava, al centro di controllo missione fu chiaro che, per via della concentrazione di massa nella Luna, l'orbita dell'Apollo 15 diveniva sempre più ellittica: quando l'equipaggio si svegliò il 30 luglio, il perilunio era di 14,1 km. Questo, e l'incertezza sull'esatta altitudine del sito di atterraggio, rendeva necessario che l'orbita venisse modificata. Grazie all'utilizzo dei propulsori del sistema RCS della navetta spaziale, si riuscì ad alzare il perilunio a 16,3 km e l'apolunio a 111,5 km.
Oltre a preparare il modulo lunare per la sua discesa, l'equipaggio continuò a compiere osservazioni della Luna, sito di atterraggio compreso, e trasmise riprese televisive della superficie. Successivamente, Scott e Irwin entrarono nel modulo lunare per prepararsi all'allunaggio. Lo sganciamento dei due veicoli, CSM e LM, era stato pianificato per effettuarsi a 100 ore, 13 minuti e 56 secondi dall'inizio missione, mentre la navetta doveva sorvolare il lato nascosto della Luna; tuttavia, al primo tentativo di attivazione dei meccanismi di separazione, non accadde nulla. Dopo aver analizzato il problema, l'equipaggio e Houston decisero che la strumentazione della sonda ombelicale era probabilmente allentata o disconnessa; Worden entrò quindi nel tunnel che collegava i due veicoli e cercò di sistemarla più saldamente. Con il problema risolto, il modulo lunare si separò dal modulo di comando e servizio con circa 25 minuti di ritardo, a un'altitudine di 10,7 km. Worden sul CSM eseguì un'accensione del motore principale per portarsi in un'orbita di 120,8 km e 101,5 km in preparazione per svolgere i suoi compiti scientifici.

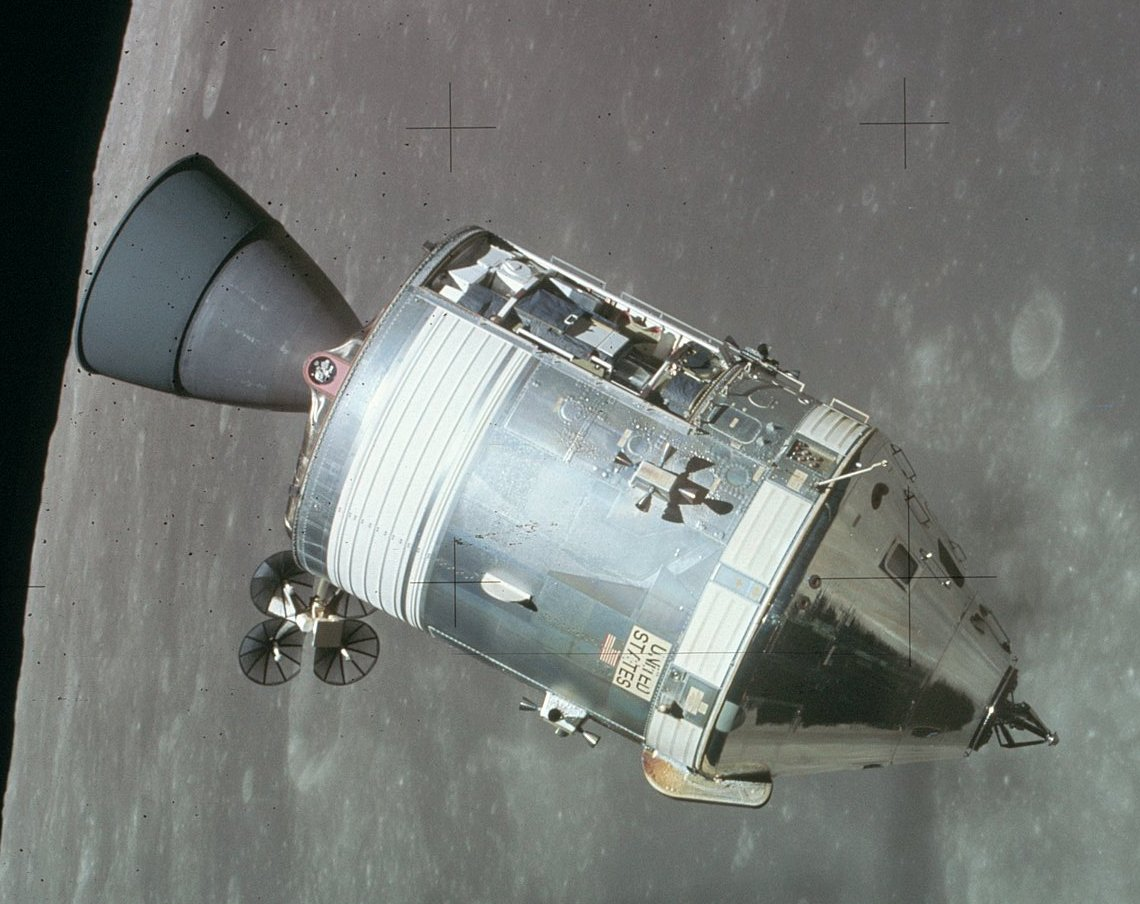
Il modulo di comando e servizio Apollo in orbita lunare, fotografato dal modulo lunare Falcon

A bordo del modulo lunare, Scott e Irwin si prepararono per la Powered Descent Initiation (PDI), l'accensione del motore che li avrebbe immessi in una traiettoria di discesa e, dopo che il centro di controllo missione gli diede il permesso, la iniziarono a 104 ore, 30 minuti e 09,4 secondi dall'inizio della missione, a una quota di 10,7 km, leggermente superiore al previsto. Durante la prima parte della discesa, il LEM era orientato in modo tale che gli astronauti non poterono vedere la superficie lunare sotto di loro, ma dopo che la navetta eseguì una manovra di rotazione, si trovarono dritti e in grado di osservare la superficie di fronte a loro. Scott, che come comandante aveva la responsabilità dell'atterraggio, si trovò di fronte un paesaggio che all'inizio non gli pareva somigliasse a quello che aveva studiato durante le simulazioni. Ciò fu dovuto sia a un errore nella rotta di allunaggio di circa 910 metri, di cui il CAPCOM Edgar Mitchell aveva informato l'equipaggio prima della discesa, sia al fatto che i crateri su cui Scott aveva fatto affidamento nel simulatore erano difficili da distinguere nelle condizioni reali, non riuscendo inizialmente a scorgere la rima Hadley. Il comandante si disse che probabilmente era stato già sorpassato il sito previsto di allunaggio, ma, quando infine lo scorse, iniziò a manovrare il veicolo cercando un luogo relativamente piano dove atterrare.
Giunti ad una quota di circa 18 metri, la visibilità peggiorò ulteriormente a causa della polvere sollevata dal motore del Falcon. Il LEM era stato dotato di un ugello più grande rispetto alle versioni precedenti, in parte per sostenere il carico più pesante. Gli astronauti erano quindi consapevoli dell'importanza di spegnere il motore al primo contatto piuttosto che rischiare un "blowback", ovvero un rimbalzo sulla superficie lunare dello scarico del motore, con il conseguente rischio di un'esplosione. Quindi, quando Irwin dichiarò «Contatto», segnalando che una delle sonde sulle estensioni delle gambe di atterraggio aveva toccato la superficie, Scott spense immediatamente il motore, lasciando cadere il LEM per la distanza residuale. Muovendosi già verso il basso a circa 0,15 m al secondo, il Falcon scese da un'altezza di 0,49 m. Con una velocità di impatto di 2,1 metri al secondo, Scott e Irwin eseguirono l'allunaggio più duro rispetto a tutte le altre missioni con equipaggio; lo stesso Irwin, spaventato, urlò «Bam!» al momento dell'impatto. Scott aveva fatto atterrare il LEM sul bordo di un piccolo cratere che non era riuscito a vedere; la navetta si trovò inclinata verso dietro di 6,9 gradi e verso sinistra di 8,6 gradi. Irwin lo descrisse nella sua autobiografia come l'atterraggio più difficile in cui si fosse mai trovato e temette che la navetta si ribaltasse, rendendo necessaria un'interruzione immediata.
Il Falcon allunò dopo 104 ore, 42 minuti e 29,3 secondi dall'inizio della missione (alle 22:16:29 GMT del 30 luglio), con circa 103 secondi di carburante residuo, a circa 550 metri dal luogo previsto. Dopo l'esclamazione di Irwin, Scott riferì: «Okay, Houston. Il Falcon è nella pianura di Hadley». Trovandosi all'interno della zona di allunaggio pianificata, la maggiore mobilità fornita dal rover lunare rese inutili ulteriori manovre.

### Sulla Luna

#### Osservazione dal modulo lunare

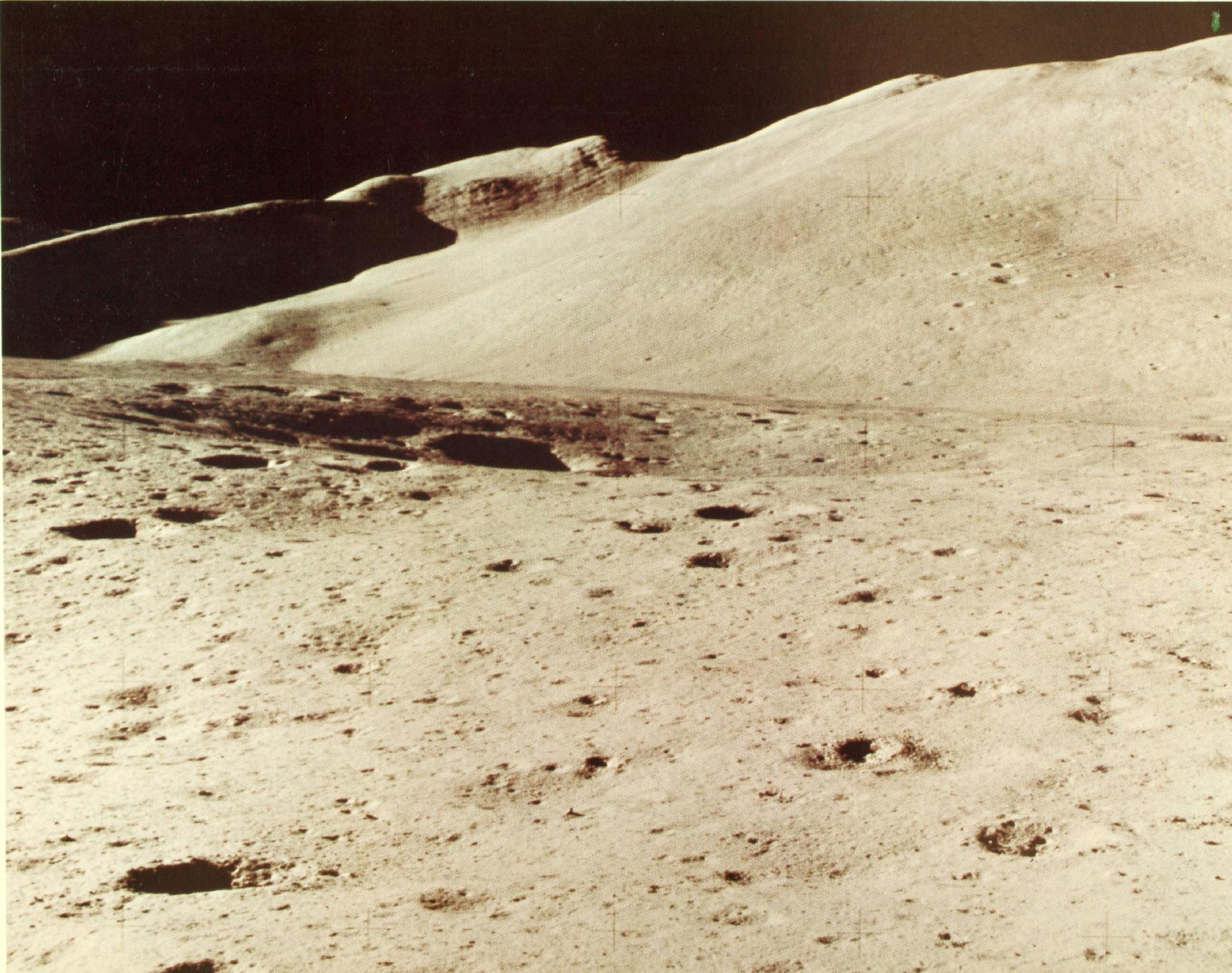
Sito di atterraggio fotografato dal modulo lunare poco dopo aver toccato la superficie

Essendo previsto che il modulo lunare rimanesse sulla Luna per quasi tre giorni, il comandante Scott ritenne importante mantenere il ritmo circadiano a cui erano abituati e, siccome l'allunaggio era avvenuto nel tardo pomeriggio, ora di Houston, i due astronauti dovevano dormire prima di iniziare la passeggiata sulla superficie. Tuttavia vi fu il tempo affinché Scott potesse aprire il portello superiore del LEM (solitamente utilizzato per l'attracco) e trascorrere mezz'ora a guardare ciò che li circondava, descrivendo e fotografando. Il geologo Lee Silver gli aveva insegnato, durante l'addestramento, l'importanza di porsi in una posizione elevata per ispezionare il sito prima dell'esplorazione. Deke Slayton e altri dirigenti inizialmente si opposero a causa dell'ossigeno che sarebbe andato perso, ma Scott riuscì a imporsi. Durante l'unica attività extraveicolare (EVA) mai eseguita attraverso il portellone superiore del LEM sulla superficie lunare, Scott fu in grado di pianificare l'attività sulla superficie prevista per il giorno successivo. Offrì anche a Irwin la possibilità di guardare fuori, ma ciò avrebbe richiesto il riordino dei collegamenti con il sistema di supporto vitale del LEM e quindi si scelse di non procedere. Dopo aver ripressurizzato la navetta, Scott e Irwin svestirono le tute spaziali per dormire, diventando i primi astronauti a togliersi le tute mentre si trovavano sulla Luna.
Durante il periodo di sonno, il centro di controllo missione a Houston rilevò una perdita di ossigeno lenta ma costante. Scott e Irwin alla fine furono svegliati un'ora prima e venne trovata la fonte del problema in una valvola aperta sul dispositivo di trasferimento dell'urina. Nel debriefing successivo alla conclusione della missione, Scott raccomandò che gli equipaggi futuri fossero svegliati immediatamente in circostanze simili. Dopo aver risolto il problema, i due astronauti iniziarono i preparativi per la prima passeggiata sulla Luna.

Attività extraveicolari
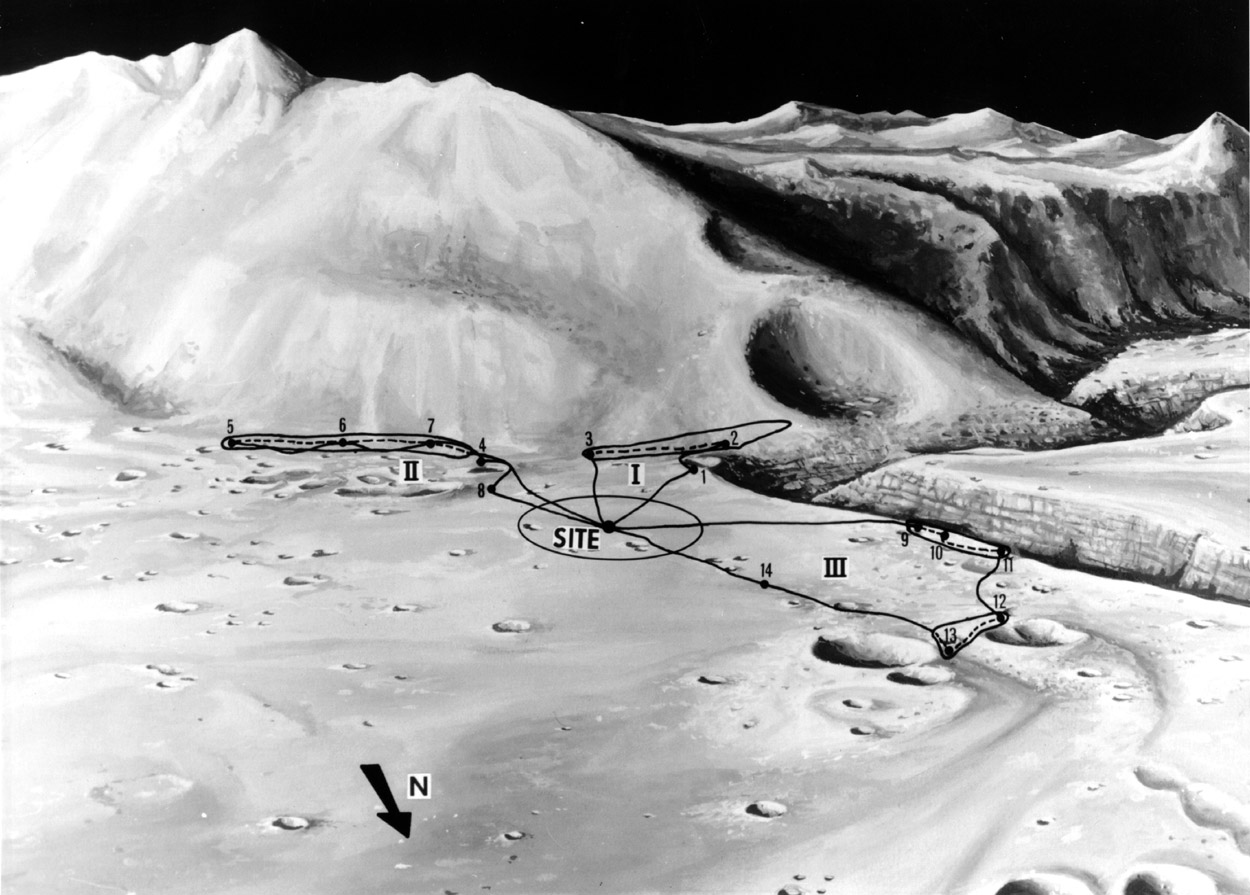
Schema del percorso pianificato delle attività extraveicolari
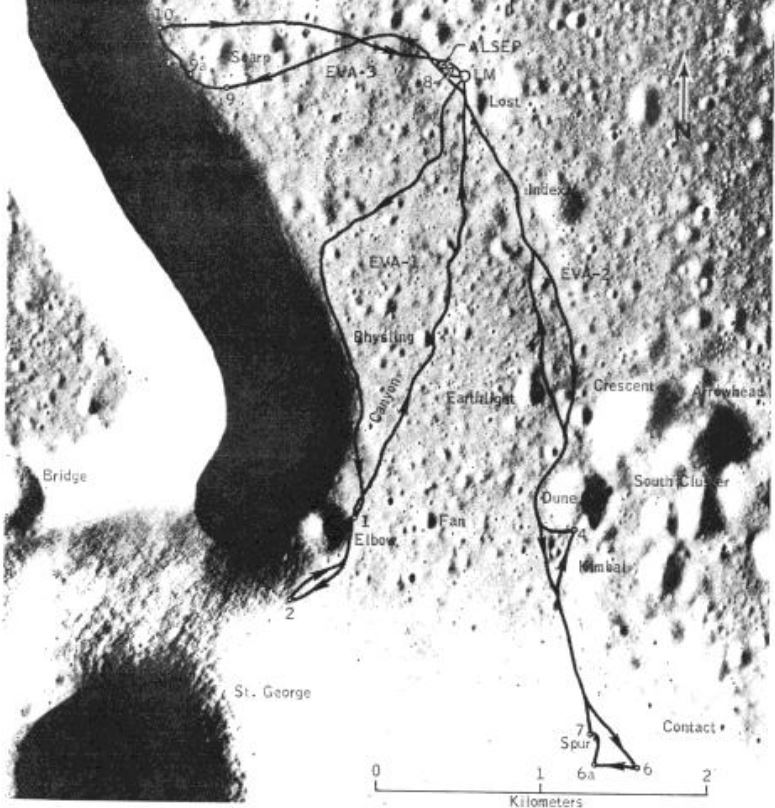
Percorso effettuato durante le attività extraveicolari

#### Prima attività extraveicolare

##### Primi passi sulla Luna

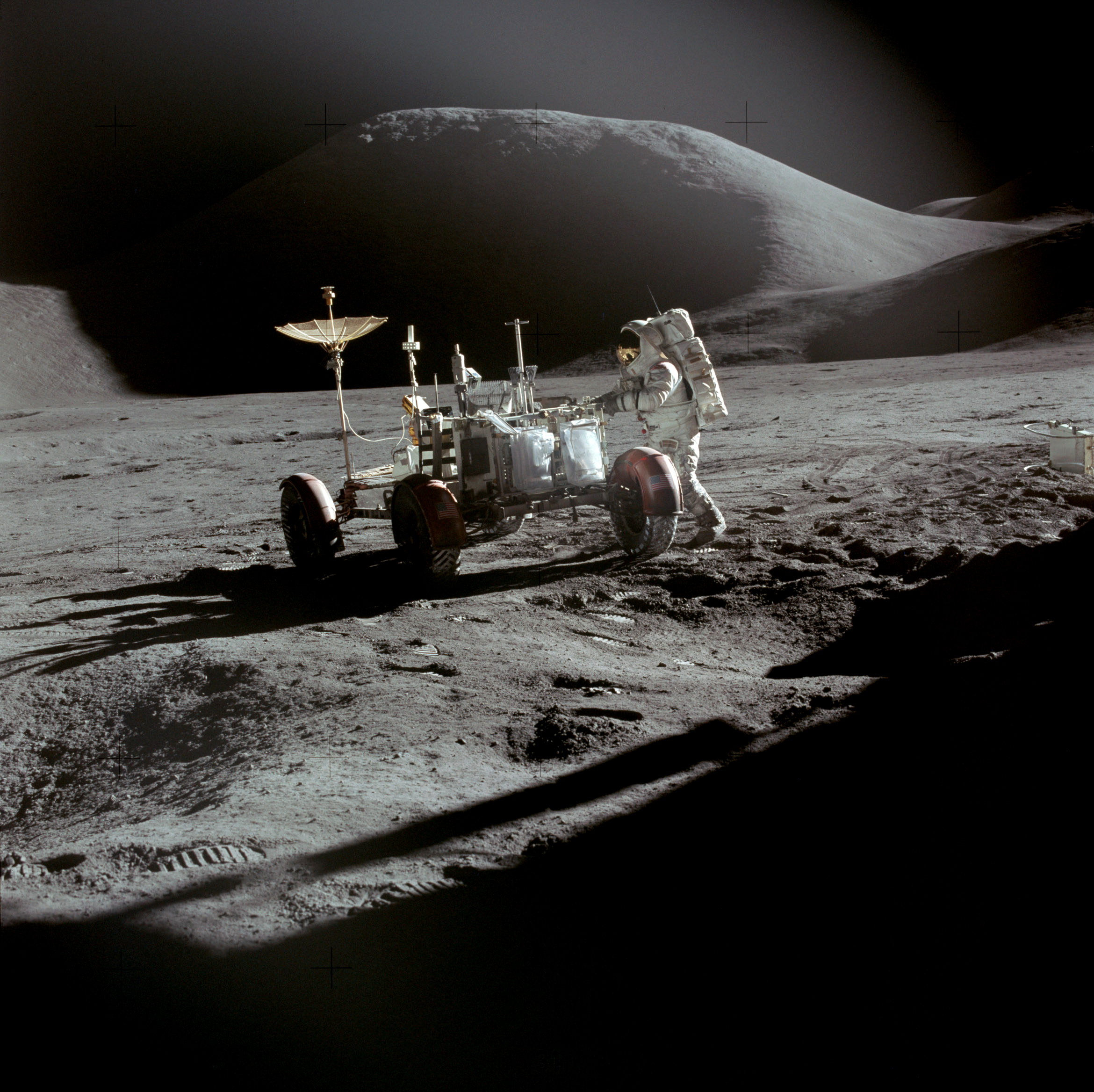
Irwin fotografato a bordo del rover lunare alla fine della prima attività extraveicolare

Dopo aver indossato le tute spaziali e depressurizzato la cabina, Scott e Irwin iniziarono la loro prima uscita completa dal modulo lunare, diventando rispettivamente il settimo e l'ottavo essere umano a camminare sulla Luna. Come tutti i suoi predecessori, il comandante disse una breve frase di circostanza dopo aver messo il primo piede sulla superficie lunare: «Mentre mi trovo qui a Hadley, davanti alle meraviglie dell'ignoto, mi rendo conto che c'è una realtà fondamentale che caratterizza la nostra natura. L'uomo deve esplorare. E questa è l'esplorazione al suo apice».
Una volta al di fuori del modulo lunare per prima cosa procedettero al dispiegamento del rover lunare, stivato nel Falcon; l'operazione tuttavia si rivelò più problematica rispetto al previsto a causa dell'inclinazione del LEM. Gli esperti di Houston suggerirono di sollevare la parte anteriore del rover mentre gli astronauti lo tiravano, riuscendo infine ad estrarlo dal suo alloggiamento. Scott iniziò a effettuare un controllo del sistema. Una delle batterie fornì una lettura di tensione pari a zero, ma venne determinato che si trattava solamente di un errore di strumentazione. Il malfunzionamento dello sterzo delle ruote anteriori destò maggiore preoccupazione. Tuttavia, quello delle ruote posteriori risultò sufficiente per manovrare il veicolo. Completato il controllo, Scott poté spostarsi per la prima volta sulla Luna a bordo di un veicolo con ruote. Il rover trasportava una telecamera, controllata a distanza da Houston. La risoluzione non era elevata rispetto alle fotografie che sarebbero state scattate da fermi, ma lo strumento permise ai geologi sulla Terra di partecipare indirettamente alle attività di Scott e Irwin.

##### Cratere Elbow (stazione 1)
Saliti sul rover, gli astronauti si diressero verso il primo obiettivo alla velocità di circa 9 km/h. Se questa velocità può sembrare particolarmente bassa per gli standard terrestri, si deve prendere in considerazione che gli astronauti dovevano affrontare le asperità del terreno lunare e la ridotta altezza del rover (35 centimetri a pieno carico). La rima (una frattura della superficie lunare) di Hadley non era visibile direttamente dal sito di atterraggio e le mappe in loro possesso si rivelarono di scarsa utilità, ma quando Scott e Irwin guidarono sul terreno ondulato, poterono scorgerla. Furono, inoltre, in grado di individuare il cratere Elbow e iniziarono a muoversi in quella direzione.
Arrivati al cratere Elbow (stazione 1), Irwin iniziò a scattare un primo panorama fotografico del sito. Nel frattempo Scott girò l'antenna parabolica verso la Terra per consentire al centro di controllo di dirigere da remoto la telecamera secondo le direttive di Ed Fendell. Grazie a ciò, i geologi che lavoravano in una delle stanze adiacenti furono in grado di eseguire loro stessi le osservazioni che ritenevano più significative. Questi specialisti poterono così tenere traccia di tutte le operazioni effettuate dagli astronauti assegnando un numero a ogni campione raccolto e formulando una preliminare descrizione delle rocce e del sito da cui venivano prelevate. Ogni roccia venne fotografata e poi riposta in un sacchetto numerato. In 10 minuti gli astronauti raccolsero 4 rocce, quindi risalirono a bordo del rover per poi dirigersi verso l'obiettivo successivo: il cratere di Saint-George.

##### Ai piedi del Mons Hadley Delta (stazione 2)

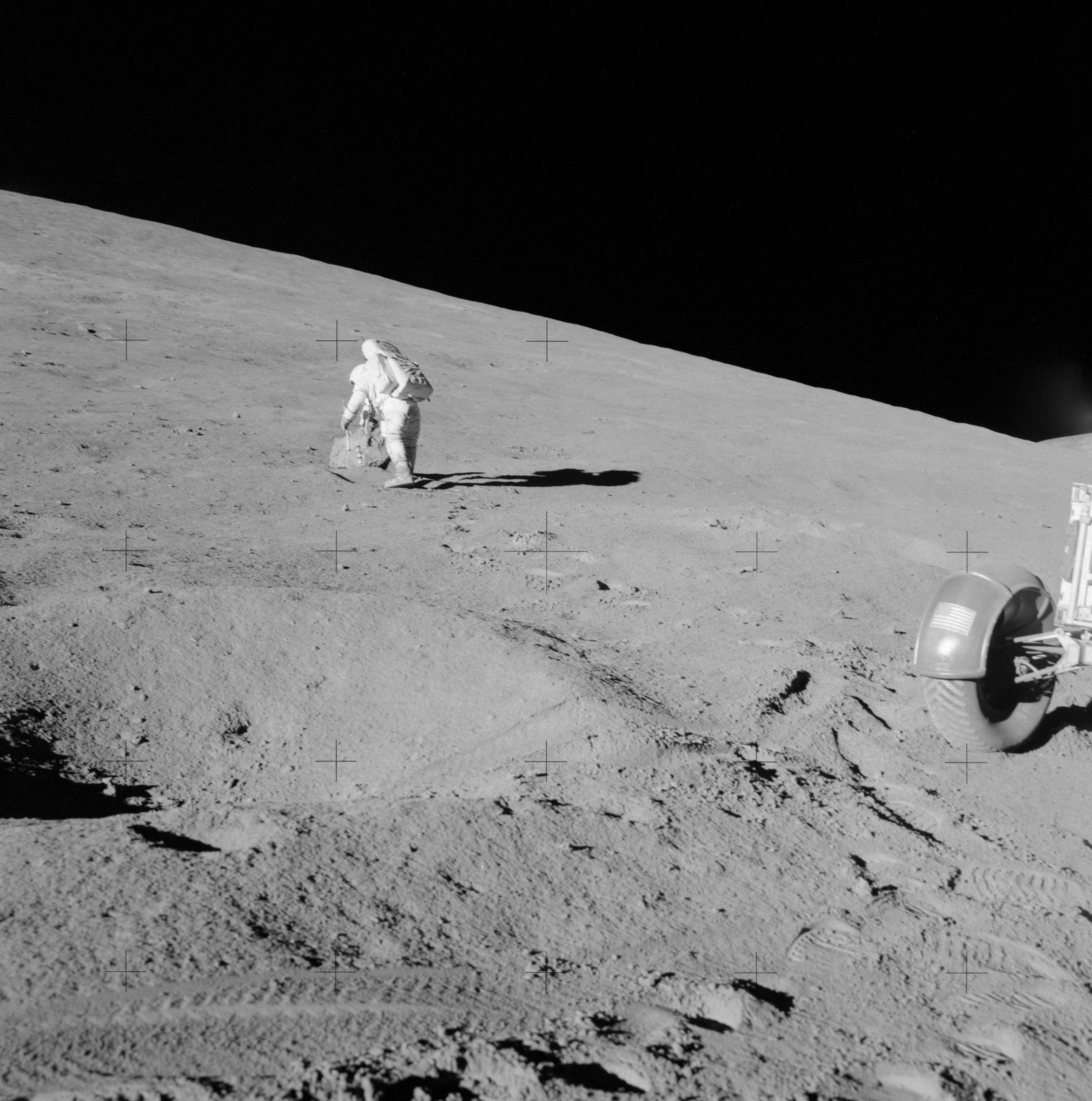
Dave Scott studia una roccia nella stazione 2

Scott e Irwin percorsero i 500 metri che li separavano dal cratere di Saint-Georges, di 3 chilometri di diametro. Il sito era l'obiettivo principale dell'escursione e si prevedeva di trascorrere 45 minuti sul posto con lo scopo di determinare la struttura geologica del Mons Hadley Delta, raccogliendo le rocce espulse (ejecta) dall'impatto meteoritico che lo aveva formato. Tuttavia, questo proposito venne abbandonato poiché gli astronauti non riuscirono a trovare alcuna roccia espulsa; si diressero dunque verso una roccia situata nei pressi di un cratere di 6 metri di diametro. Questa roccia di 1,5 metri di diametro non era stata espulsa dall'impatto che aveva formato il cratere, ma proveniva probabilmente dal terreno circostante. Gli astronauti procedettero con il prelievo di un campione del terreno ai piedi della roccia e poi un altro in una depressione situata un po' più in basso. Altri piccoli campioni vennero raccolti utilizzando un rastrello con forche distanziate di circa 1 centimetro.

##### Ritorno al modulo lunare
Il centro di controllo missione annunciò allora agli astronauti la cancellazione dello studio del cratere Flow poiché non vi era abbastanza tempo. Scott e Irwin, allora, ritornarono a bordo del rover e presero la direzione del modulo lunare. Passando vicino al cratere Elbow, Scott individuò una roccia basaltica vicino a un cratere chiamato Rhysling. Contrariato all'idea di non poterla raccogliere, indicando come pretesto una cintura di sicurezza allentata, scese dal rover e si diresse verso la roccia per scattare fotografie e prelevarne un campione. Nel frattempo, Irwin distrasse il centro di controllo con una descrizione dei crateri circostanti. L'episodio fu scoperto solo a missione conclusa, quando vennero analizzati i campioni.

##### Dispiegamento dell'ALSEP

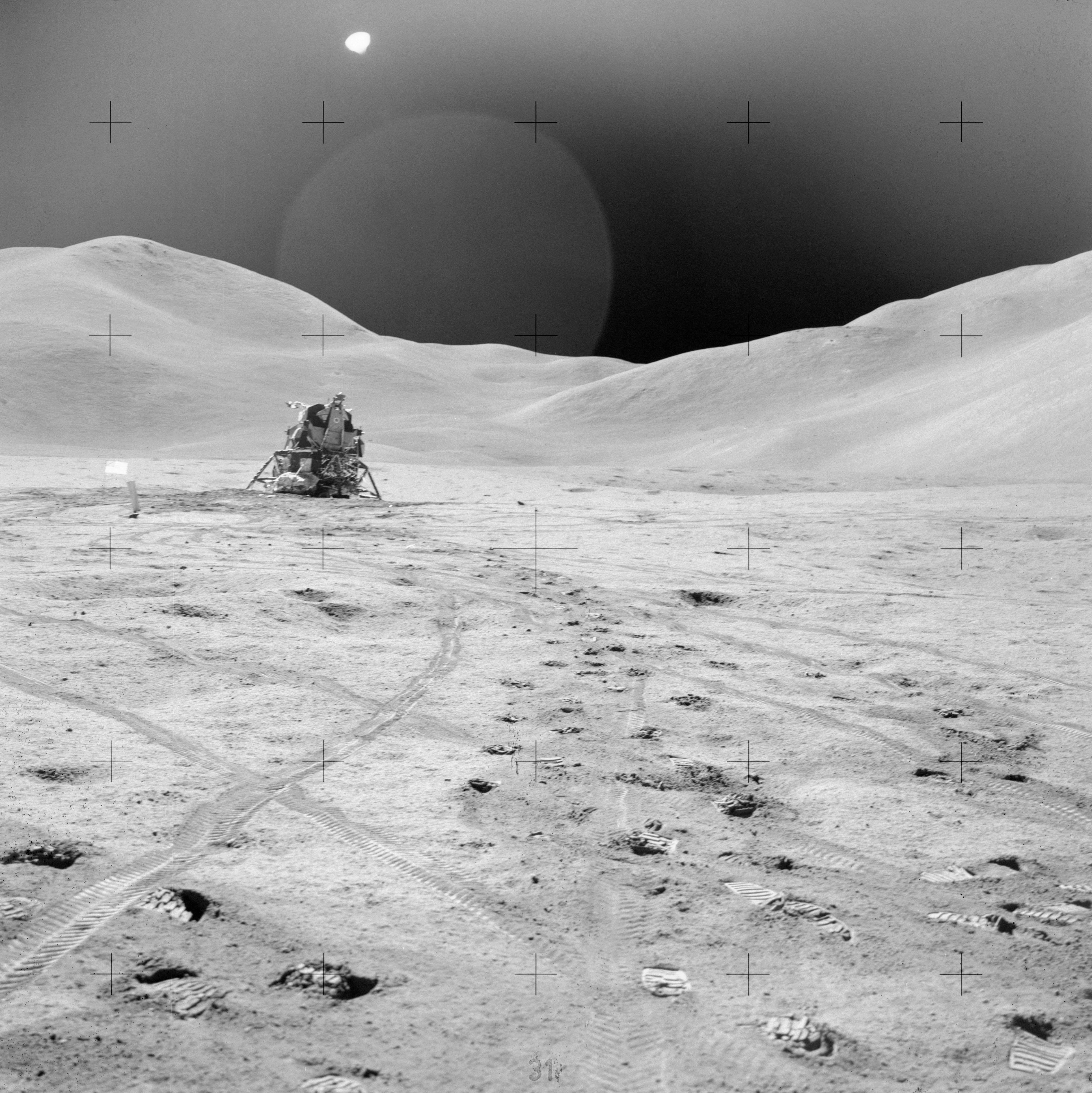
Il LEM Falcon sulla superficie lunare

Tornati al modulo lunare, Scott e Irwin iniziarono il dispiegamento degli strumenti scientifici dell'ALSEP (Apollo Lunar Surface Experiments Package) progettati per raccogliere diversi tipi di dati e trasmetterli a Terra anche molto tempo dopo la conclusione della loro permanenza sulla Luna. Scott fu incaricato di compiere una perforazione nel terreno per posizionare le sonde termiche per l'esperimento del flusso di calore, mentre Irwin procedeva con l'installazione di un sismografo passivo, un magnetometro, uno spettrometro in grado di analizzare le particelle del vento solare, un rilevatore di ioni sovratermici, un rilevatore di polvere lunare, e, successivamente, un riflettore laser (il Lunar Laser Ranging Experiment, LLRE) e un analizzatore del vento solare. Tutti gli strumenti erano collegati tramite cavi a una unità centrale che, da un lato, forniva loro l'energia prodotta da un generatore termoelettrico e dall'altro raccoglieva e trasmetteva automaticamente i dati a Terra.
Scott riscontrò alcuni problemi con la perforazione, riuscendo a guidare facilmente la punta dell'utensile per i primi 40 centimetri ma con sempre maggior difficoltà man mano che la profondità aumentava. Arrivato a una profondità di 1,6 metri (la metà di quanto previsto) non riuscì più a progredire. D'accordo con il centro di controllo, passò alla perforazione della buca successiva. Raggiunta anche qui una profondità notevolmente minore di quanto auspicato, il centro di controllo missione informò i due astronauti che dovevano far ritorno al modulo lunare. La prima attività extraveicolare ebbe una durata di 6 ore e 32 minuti.

#### Seconda attività extraveicolare

##### Ai piedi del Mons Hadley Delta

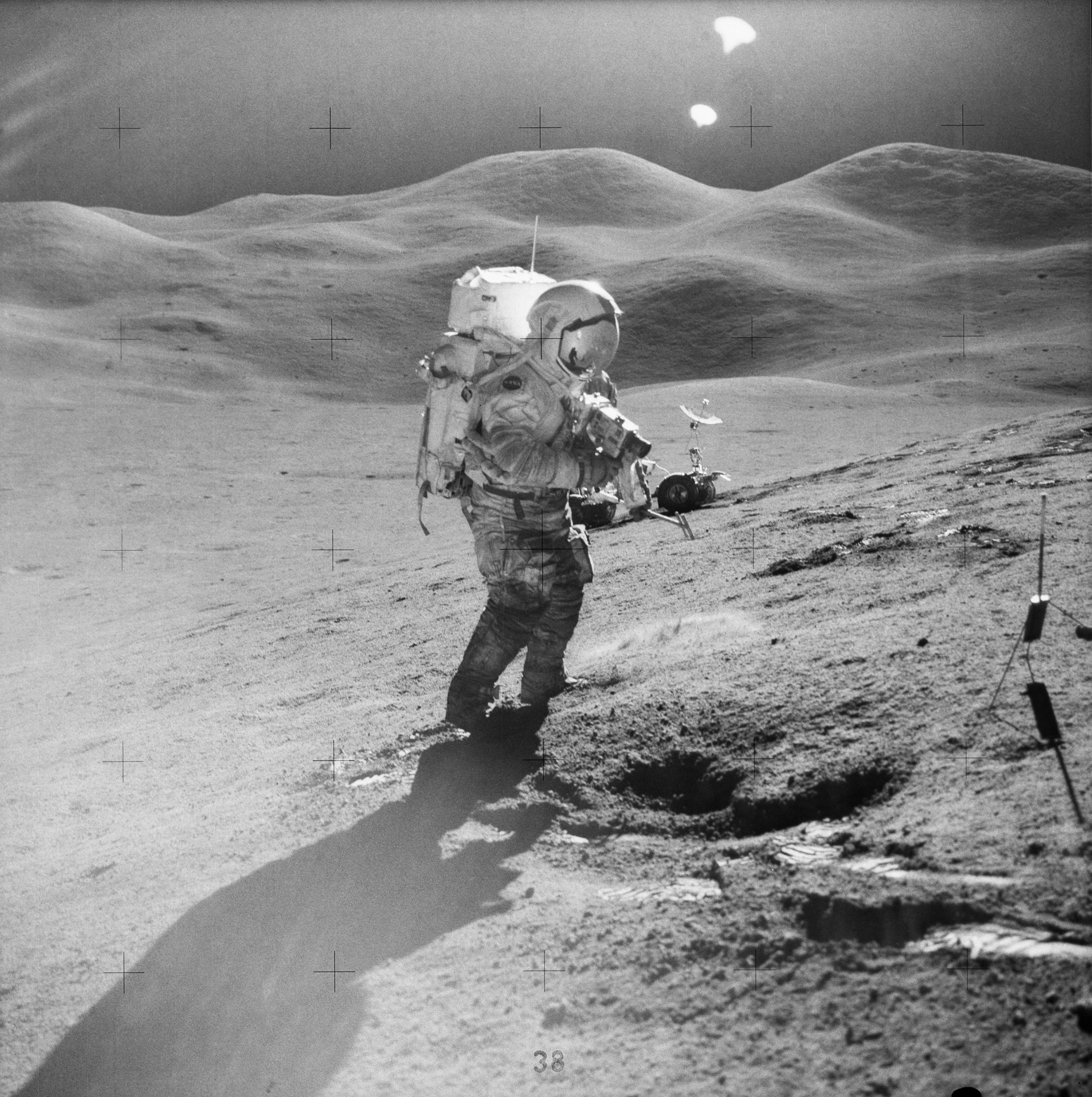
Scott nei pressi del Mons Hadley Delta

Lo sterzo anteriore del rover, non operativo durante la prima EVA, tornò a funzionare in occasione della seconda e della terza. L'obiettivo della seconda attività extraveicolare, programmata per il 1º agosto, fu il declivio del Mons Hadley Delta, dove i due astronauti campionarono rocce e crateri lungo i Montes Apenninus. La prima tappa programmata della giornata (Stazione 4) venne cancellata in modo che gli astronauti avessero abbastanza tempo anche per completare le perforazioni interrotte il giorno prima. Fecero, comunque, una breve sosta al cratere Spur per controllare la loro posizione, quindi percorsero quasi 3 chilometri lungo la base della montagna fino alla stazione 5. Qui giunti, Scott trovò che il sito era relativamente poco interessante e decisero di continuare fino a raggiungere una posizione a 3 km dal cratere San George, ad una quota di 100 m dal fondo del declivio; il terreno raggiungeva lì una pendenza di 10°.
In tale sito, indicato come stazione 6, gli astronauti svolsero delle osservazioni interessanti. Per prima cosa prelevarono un campione da un cratere recente di un metro di diametro che si trova sul bordo di un cratere più antico, quindi campionarono altre rocce attorno al rover. La maggior parte risultarono delle brecce, ma una era basalto porfirico. Scott decise di scendere più in basso per studiare un cratere di 12 metri, il più grande del sito. Il centro di controllo sulla Terra chiese loro di scavare per studiare la natura del suolo e per prelevarne un campione. Irwin scavò il foro mentre Scott scattò le fotografie. Quindi prelevarono il campione.

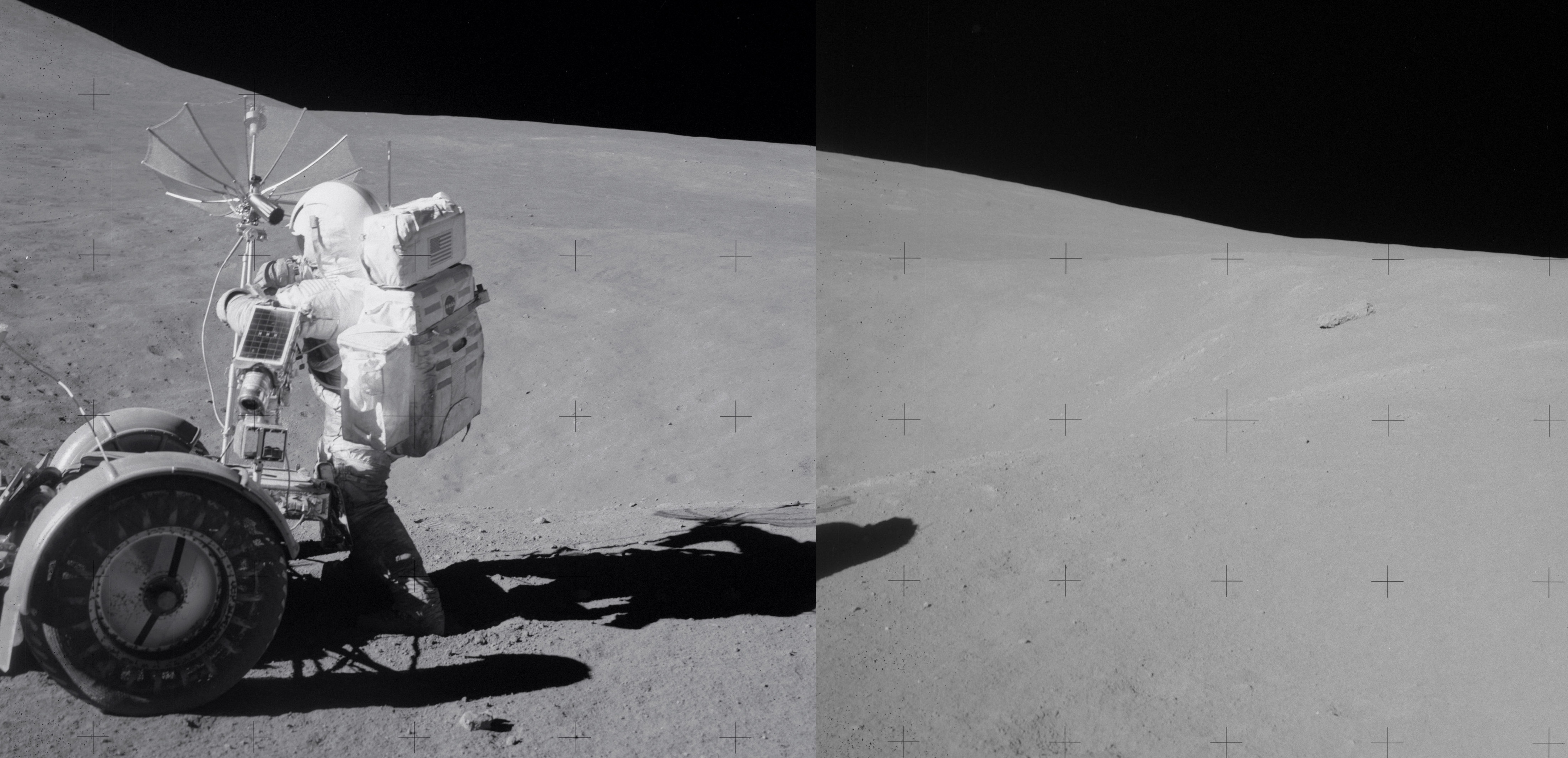
Scott accanto al rover lunare durante la permanenza al cratere Spur

Tornati al rover, percorsero ulteriori 200 metri prima di fermarsi davanti a una grande roccia, larga circa 3 metri, scelta da Irwin per le sue caratteristiche uniche. L'impiego del rover permise loro di risparmiare tempo anche su una breve distanza. La pendenza risultò tale (da 10° a 15°) che, una volta che si fermarono, uno dei due astronauti dovette restare vicino al rover per evitare che scivolasse verso il basso. Dando uno sguardo più da vicino alla roccia individuata, Scott confermò ciò che Irwin aveva notato in precedenza: questo masso mostrava sfumature verdi, successivamente correlate alla presenza di ossido di magnesio. Tornati a bordo del rover, guidarono verso il cratere Spur, largo 100 metri e profondo 20. Ai suoi lati gli astronauti trovarono piccoli frammenti di rocce, una delle quali con una vena bianca. Irwin pensò di aver trovato un altro minerale giallo-verde, ma Scott notò che il riflesso della luce sulla loro visiera dorata distorceva la visione dei colori.

##### La roccia della genesi

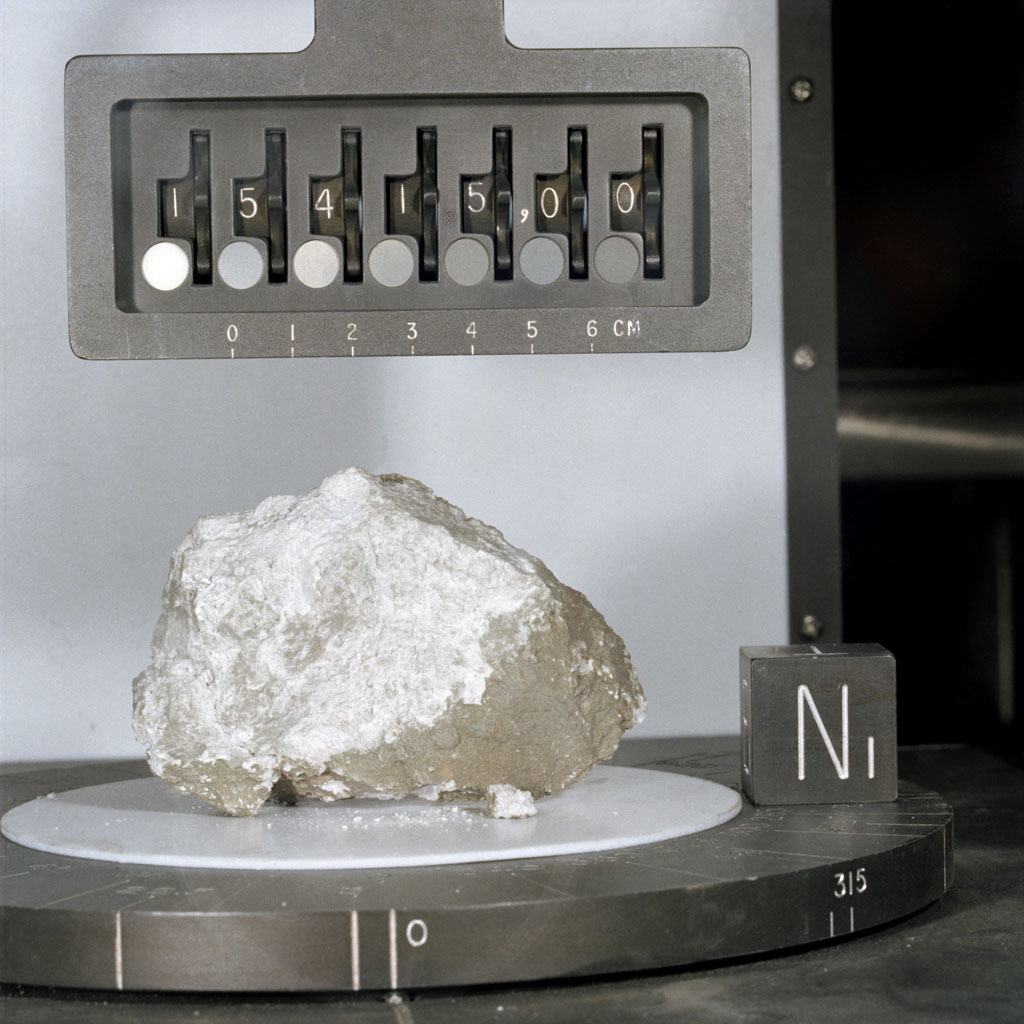
La "Roccia della genesi"

Scott e Irwin trascorsero un'ora presso il cratere Spur, durante la quale prelevarono uno dei più famosi campioni lunari, il numero 15415, più comunemente noto come "Roccia della genesi". Si ritiene che questa roccia, un'anortosite, facesse parte della prima crosta lunare: la speranza di trovare un simile esemplare era stata una delle ragioni che aveva condotto alla scelta del sito di allunaggio. Inizialmente si ritenne che si trattasse di un pezzo della crosta primordiale della Luna, ma analisi successive fornirono un'età di 4,1 ± 0,1 miliardi di anni per il campione, che risultò quindi più giovane rispetto all'era di solidificazione della Luna. Si trattava comunque di una roccia molto antica, probabilmente risalente all'Imbriano superiore. La sua massa risultò di 269,4 grammi. Vista l'eccezionalità del sito, gli astronauti decisero di raccogliere quanti più campioni di roccia possibile, prelevando anche 78 campioni di regolite.

##### Tentativo di completare le operazioni di perforazione

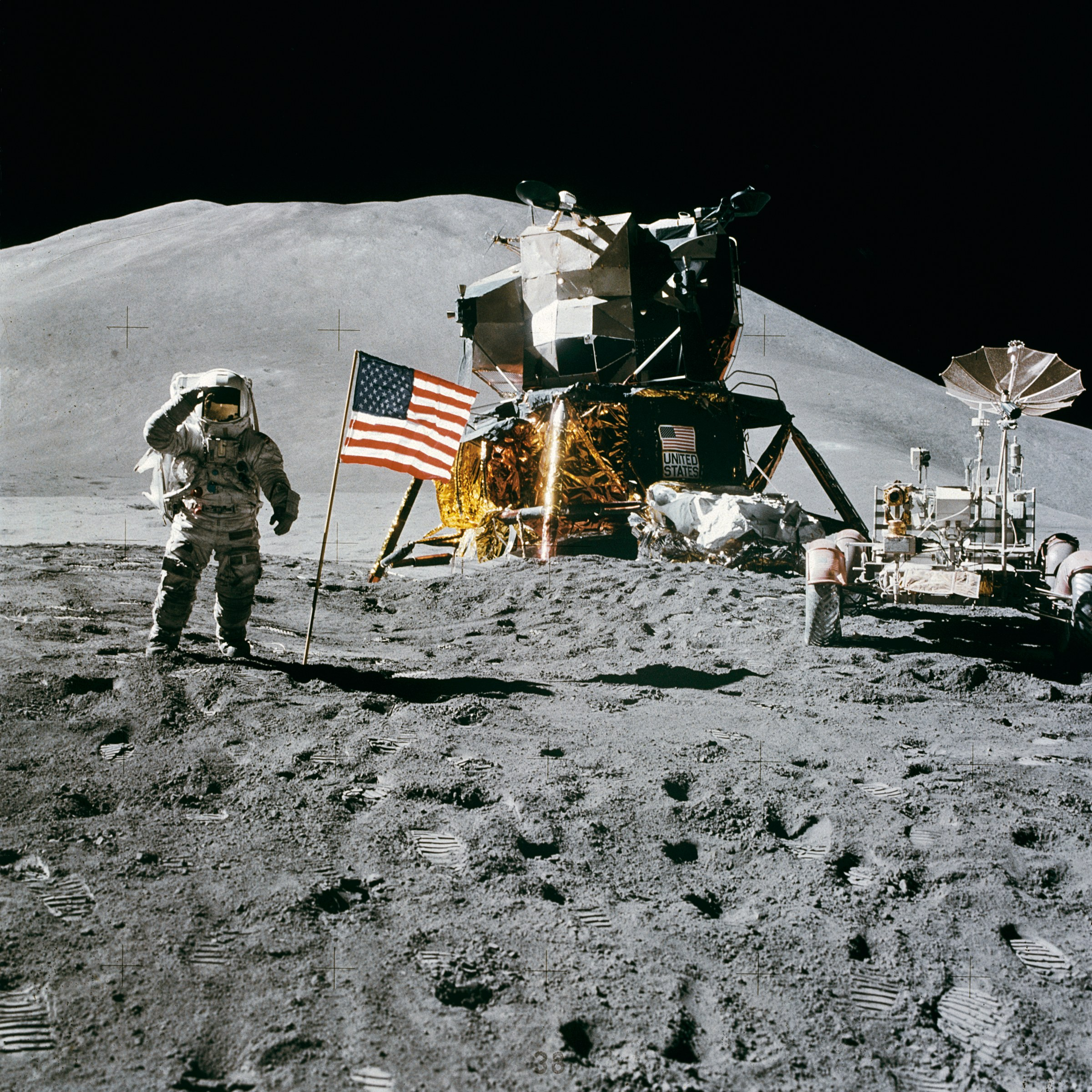
Irwin saluta la bandiera poco prima di terminare la seconda attività extraveicolare

Terminate le operazioni, i due astronauti fecero ritorno al modulo lunare, raccogliendo altri campioni lungo il tragitto. Quando arrivarono nei pressi del cratere Dune (che era stato selezionato come la quarta stazione), il capcom Joseph Allen li informò che avrebbero potuto sostare dieci minuti prima di dover ripartire. Dopo aver scattato una prima fotografia panoramica, la fotocamera di Irwin si inceppò, obbligando Scott a documentare fotograficamente il loro lavoro lì. Velocemente, raccolsero alcuni campioni, compresi alcuni da un grosso masso sul bordo del cratere.
Prima di terminare l'attività extraveicolare, tentarono nuovamente di completare le perforazioni per installare correttamente le sonde dell'esperimento del flusso di calore. Ciò avrebbe anche permesso di estrarre dei campioni di suolo mediante carotaggio. Mentre Irwin prelevava dei campioni di suolo ed eseguiva delle misure della resistenza del suolo con un penetrometro, Scott riprese le perforazioni. Eseguì due tentativi, andando incontro a notevoli difficoltà in entrambi; nel primo, l'astronauta riuscì a guadagnare solamente pochi centimetri rispetto al giorno precedente, superando a malapena il metro; nel secondo, non riuscì ad estrarre il campione dal foro. Infine, l'ultimo compito della giornata fu quello di issare la bandiera degli Stati Uniti. La seconda attività extraveicolare si concluse dopo 7 ore e 12 minuti.

#### Terza attività extraveicolare

##### Operazione di carotaggio

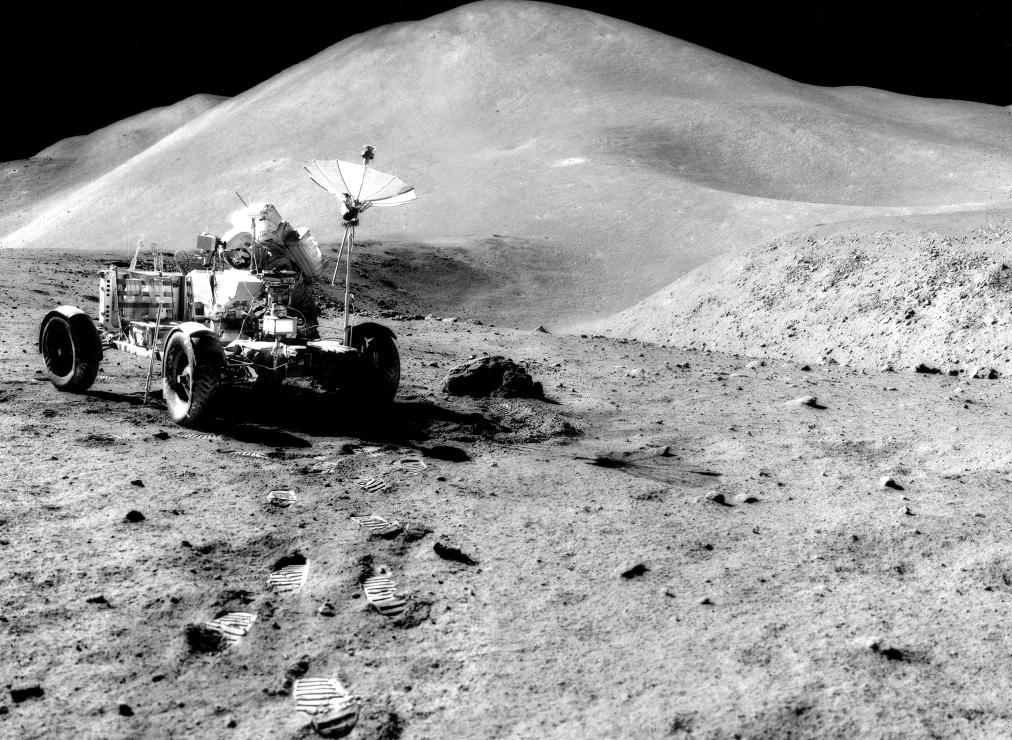
Scott durante la terza attività extraveicolare

Mentre gli astronauti si trovavano nel modulo lunare a trascorrere il loro periodo di riposo, il centro di controllo decise di annullare l'esplorazione del complesso Nord in programma per il giorno successivo. Secondo i pianificatori della missione, il tempo risparmiato avrebbe consentito di completare il carotaggio del terreno, considerato un obiettivo più importante. I due astronauti iniziarono la loro terza passeggiata spaziale scattando la tradizionale fotografia delle missioni Apollo dell'equipaggio accanto alla bandiera americana, issata nel terreno il giorno prima. Quindi si recarono nel sito ove era stato dispiegato l'ALSEP per ritentare l'operazione di carotaggio non riuscita il giorno precedente. Questa volta, nonostante le difficoltà, Scott riuscì ad estrarre gradualmente il campione dal terreno. I due astronauti si impegnarono inoltre nel tentativo di partizionarlo in pezzi della lunghezza richiesta per il trasporto sulla Terra. Tuttavia, ostacolati da una morsa montata in modo errato sul rover, alla fine rinunciarono preferendo trasportarlo in dimensioni maggiori rispetto al previsto. Scott si chiese se il carotaggio valesse la quantità di tempo e fatica impiegata e il CAPCOM Allen lo rassicurò in proposito. Infatti, successivamente, si rivelò uno dei reperti più importanti recuperati dalla Luna: su una lunghezza di 2,4 metri, gli scienziati identificarono oltre cinquanta strati distinti, con uno spessore compreso tra i 5 e i 210 mm.
Completata l'operazione di carotaggio, Scott salì a bordo del rover per eseguire una serie di prove di accelerazione, frenata e sterzata, richieste dagli ingegneri per testare il funzionamento del veicolo, mentre Irwin rimase a terra per filmare questi test con una fotocamera da 16 mm. Quindi, i due astronauti presero la direzione del loro obiettivo: la rima Hadley, dirigendosi in direzione nord-ovest rispetto al punto di allunaggio.

##### Stazione 9
Sulla strada per il loro primo obiettivo della giornata, il cratere Scarp, gli astronauti si fermarono per scattare una fotografia a un masso che ritenevano potesse provenire da un cratere situato nelle vicinanze. Arrivati a una cinquantina di metri dall'obiettivo, Scott decise di fermarsi nei pressi di un altro cratere di 15 metri di diametro con caratteristiche analoghe a quelle del cratere Scarp, vale a dire costituito da detriti rocciosi espulsi dall'impatto che avrebbero potuto dare un'idea della struttura geologica della rima Hadley. Qui Scott raccolse alcune rocce particolarmente levigate. Gli scienziati ritengono che questo tratto di suolo sia il più giovane mai calpestato da un astronauta sulla Luna.

##### Rima Hadley

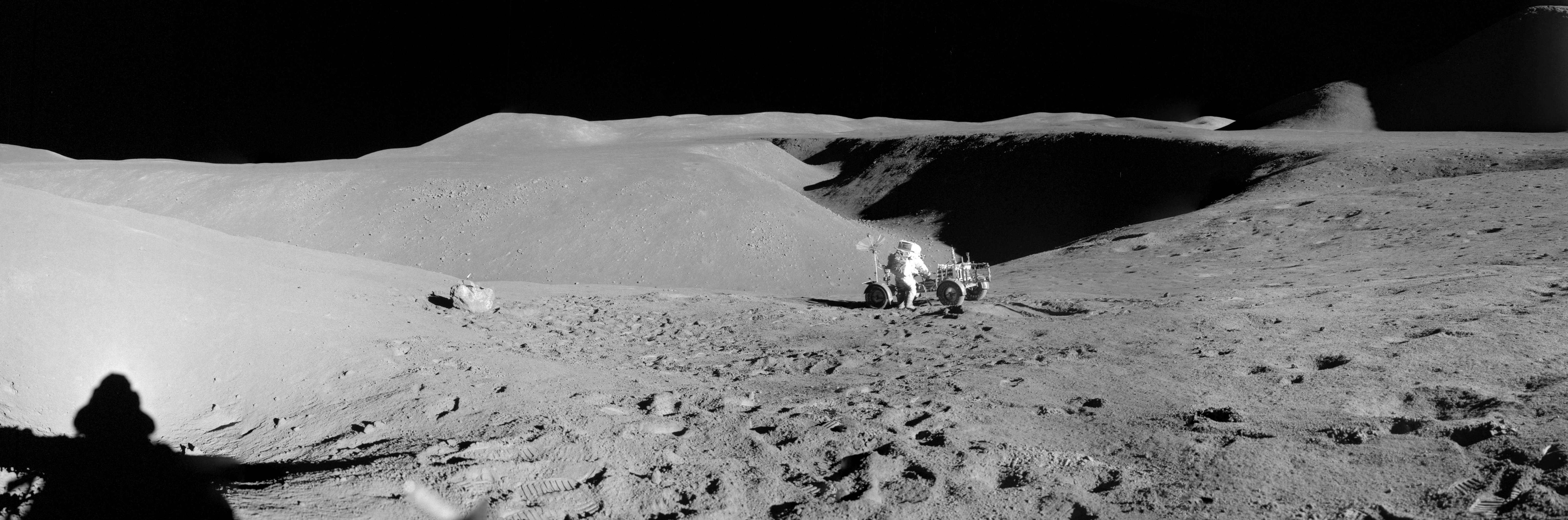
Rima Hadley fotografata dagli astronauti dell'Apollo 15

I due astronauti fecero ritorno al rover per poi spostarsi verso la rima Hadley. Una volta giunti, ammirarono una vista spettacolare, a loro dire. Irwin scattò una panoramica del sito mentre Scott fotografò con il teleobiettivo da 500 mm la parete opposta del crepaccio situata a una distanza di circa un chilometro. Uno degli obiettivi della missione era quello di raccogliere rocce espulse (ejecta) da impatti meteoritici. Infatti, tutte le rocce basaltiche raccolte durante le precedenti missioni erano state strappate dai loro siti originari solo in conseguenza di impatti. Grazie all'inclinazione del terreno circostante, Scott e Irwin riuscirono a distinguere sulla parete opposta della rima diversi strati nei primi 60 metri, i più visibili dei quali formavano uno strato grigio chiaro posto immediatamente sotto la cengia.
Irwin iniziò a prelevare campioni nei pressi della rima, trovando una roccia rettangolare stratificata, ma, per le sue dimensioni, non poté riportarla sulla terra e si limitò a scattare solo una fotografia. Quindi procedettero verso un cratere di 3 metri di diametro dove raccolsero delle rocce. Scott chiese e ottenne del tempo aggiuntivo per dedicarsi al campionamento del luogo. Dopo aver raccolto diverse rocce, Irwin prese un campione anche dal terreno, mentre Scott decise di prelevare un basalto di 9,5 chilogrammi, il più grande riportato sulla Terra nel corso della missione. L'analisi in laboratorio di questa roccia consentì di datarne la formazione a circa 3,28 miliardi di anni fa e di dedurre che fosse il risultato di una delle ultime colate laviche che modellarono la rima Hadley.
Gli astronauti si diressero quindi verso la loro ultima tappa. Il centro di controllo comunicò loro che entro 45 minuti avrebbero dovuto essere nei pressi della loro navetta e che non avevano più tempo di raccogliere campioni. Pertanto, Scott fece solamente una breve sosta nei pressi di un cratere di 60 metri (stazione 10) dove scattò alcune fotografie prima di risalire a bordo del rover e far ritorno alla base lunare.

##### Ritorno al modulo lunare
Nelle adiacenze del raggiunto modulo lunare, Scott usò un kit fornito dal servizio postale per annullare una busta primo giorno con due francobolli emessi il 2 agosto, data corrente. L'astronauta eseguì poi, a favore della telecamera, un esperimento sulla caduta dei gravi così come ideato da Galileo Galilei, lasciando cadere una piuma e un martello per dimostrare che nel vuoto (in assenza di resistenza aerodinamica), sarebbero caduti con la stessa accelerazione, indipendentemente dalla massa. I due oggetti, lasciati cadere allo stesso istante, toccarono il suolo contemporaneamente.
Scott quindi parcheggiò il rover lontano dal modulo lunare, in modo da poterne utilizzare la telecamera per riprendere il decollo della navetta. Vicino al rover, lasciò una piccola statuetta di alluminio chiamata Fallen Astronaut, insieme a una targa su cui erano scritti i nomi dei 14 astronauti statunitensi e cosmonauti sovietici che erano morti nell'esplorazione dello spazio. Scott depose il memoriale senza essere ripreso dalla telecamera e senza darne comunicazione al centro di controllo missione, cui riferì che stava effettuando delle attività di pulizia attorno al rover; infine, diede notizia della sua iniziativa in una conferenza stampa post-volo. Inoltre, sul pannello di controllo del rover depose una Bibbia, prima di rientrare nel modulo lunare.
La terza attività extraveicolare era durata 4 ore, 49 minuti e 50 secondi. In totale, i due astronauti trascorsero 18 ore e mezza al di fuori del modulo lunare e raccolsero circa 77 kg di campioni.

### Attività del CSM in orbita lunare

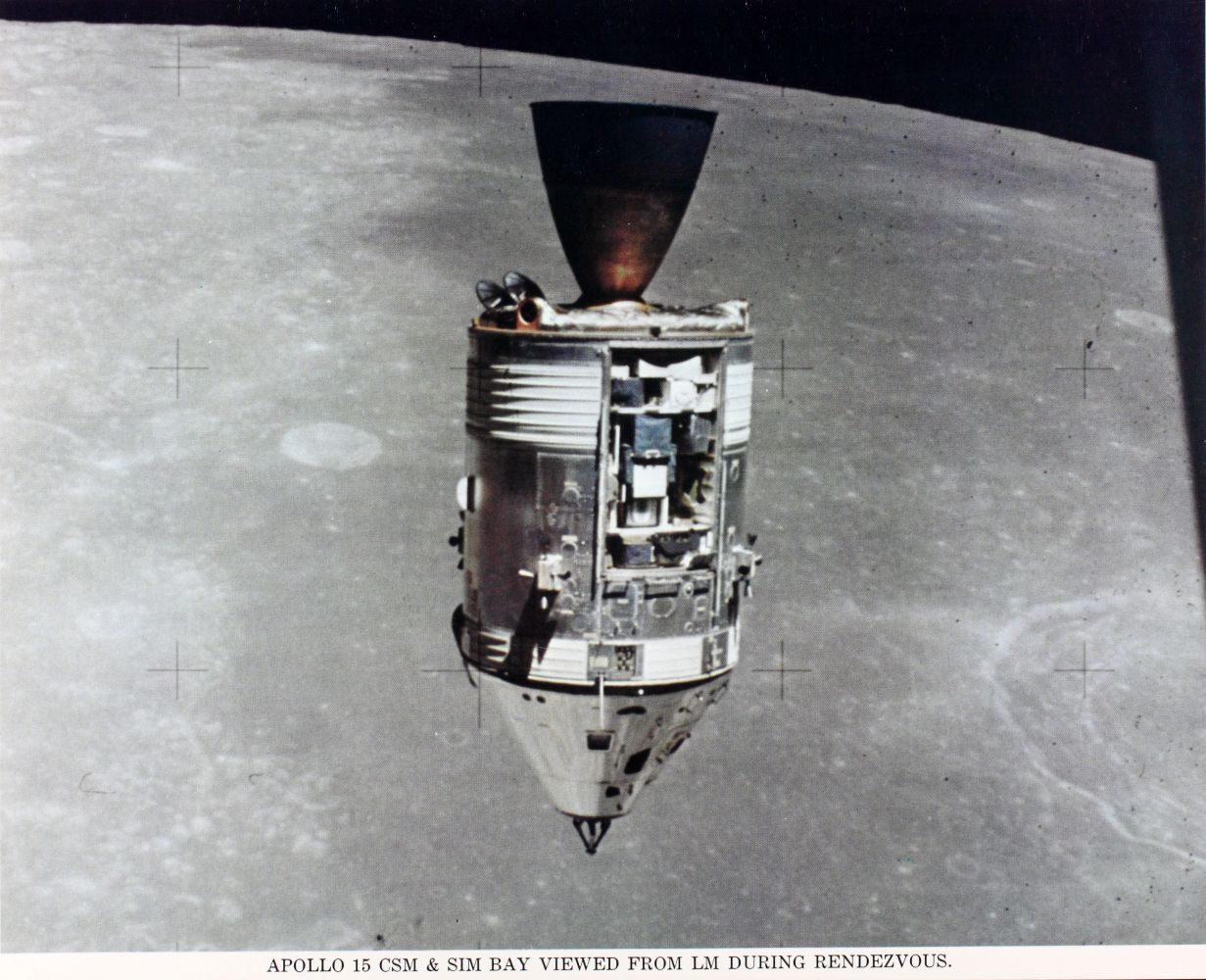
Il CSM Endeavour con il vano della strumentazione scientifica (SIM bay) aperto, visto dal modulo lunare Falcon

Dopo il distacco del modulo lunare Falcon, Worden rimasto nel CSM Endeavour eseguì un'accensione del motore per riportarlo su di un'orbita più elevata. Effettivamente, a questo punto, le due missioni si divisero: mentre l'equipaggio del Falcon svolgeva le proprie attività sulla superficie, a Worden sul CSM furono assegnati un CAPCOM e una squadra di controllori di volo ad hoc.
Worden iniziò a svolgere i compiti che lo avrebbero occupato per gran parte del tempo che avrebbe trascorso da solo: la ricognizione fotografica della superficie lunare e la gestione degli strumenti scientifici posti nella SIM Bay. Il portellone della SIM Bay era stato espulso tramite bulloni esplosivi durante il viaggio. La stiva dedicata alle attrezzature scientifiche, lasciata vuota nelle precedenti missioni, alloggiava uno spettrometro a raggi gamma montato sull'estremità di un'asta metallica, uno spettrometro a raggi X, un altimetro laser; due telecamere, una fotocamera stellare e una fotocamera metrica costituivano la strumentazione per la mappatura, che era integrata da una fotocamera panoramica, derivata dalla tecnologia dei satelliti spia. L'altimetro e le telecamere permisero di determinare l'ora e il luogo esatti in cui vennero scattate le fotografie. Erano presenti anche uno spettrometro a particelle alfa, che poteva essere usato per rilevare prove di un vulcanismo lunare, e uno spettrometro di massa, anch'esso posto all'estremità di un'asta metallica nella speranza che le misurazioni non fossero contaminate dalla navetta. I bracci degli strumenti, tuttavia, si dimostrarono problematici, poiché Worden non fu sempre in grado di ritrarli.

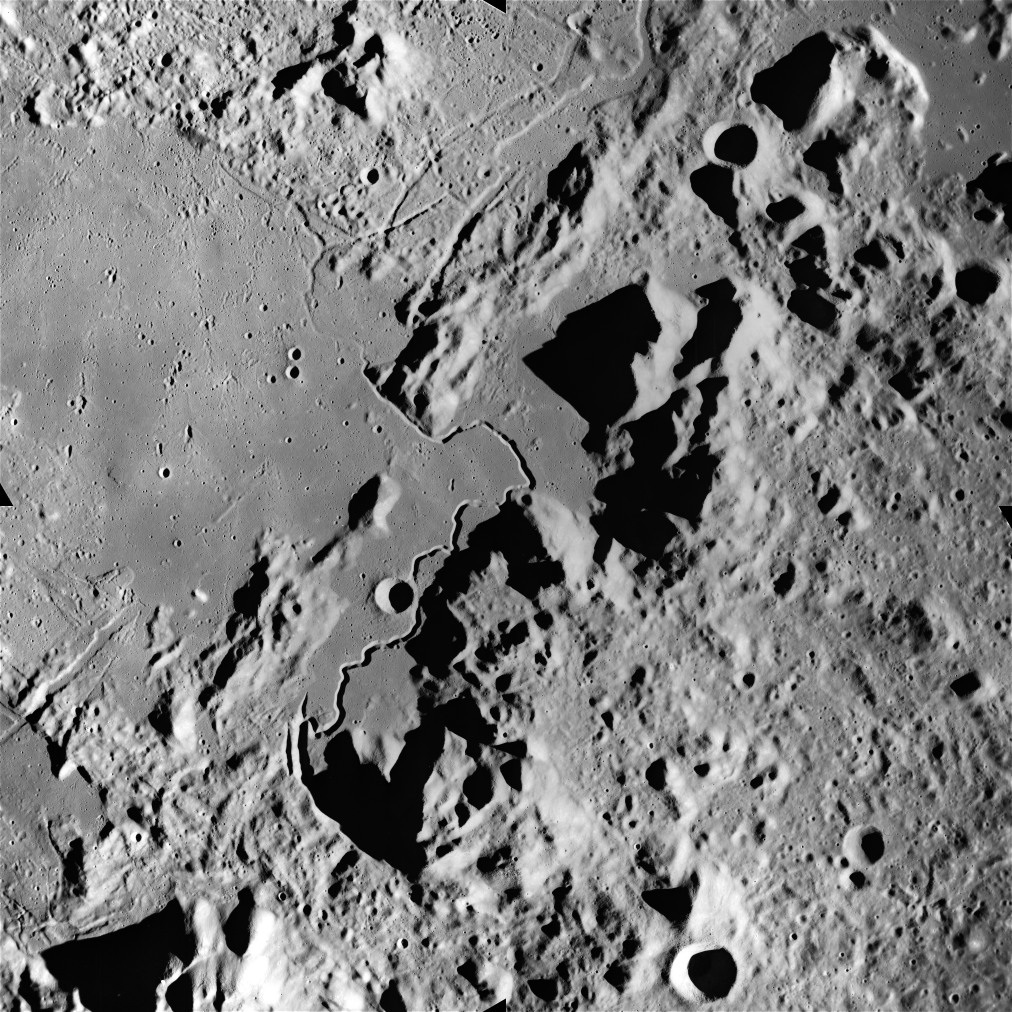
Il sito di atterraggio visto dall'orbita lunare

Secondo i programmi, il CSM Endeavour avrebbe dovuto sorvolare il sito di atterraggio del Falcon nel momento in cui questo si posava sulla superficie, ma Worden non riuscì a vedere l'allunaggio, né ad individuare la navetta se non nell'orbita successiva. Worden fu impegnato anche a svolgere attività fisica per evitare l'atrofia muscolare mentre il centro di controllo e missione di Houston lo teneva aggiornato sulle attività svolte dai compagni di missione sulla superficie lunare. La fotocamera panoramica non funzionò perfettamente, ma fornì immagini sufficienti e non si rese necessario effettuare alcuna regolazione speciale. Worden scattò anche molte fotografie attraverso le finestre del modulo di comando, spesso scattando a intervalli regolari. I suoi compiti furono resi più complicati dal mancato funzionamento del timer di missione nella stiva del modulo di servizio, poiché il suo interruttore automatico si era rotto durante il viaggio verso la Luna. Le osservazioni e le fotografie di Worden servirono, tra l'altro, per selezionare Taurus-Littrow quale sito di allunaggio della missione Apollo 17, al fine di cercare prove di una possibile attività vulcanica. Mentre il CSM sorvolava il lato nascosto della Luna, si verificava la prevista interruzione delle comunicazioni radio; al momento del ripristino del contatto radio, Worden salutò sempre con la frase «Ciao, Terra. Saluti da Endeavour», espressa in diverse lingue. L'idea era venuta allo stesso Worden e il suo insegnante di geologia, El-Baz, lo aiutò a raccogliere le traduzioni.
I risultati degli esperimenti ottenuti dalla strumentazione contenuta nella SIM bay portarono alla conclusione, grazie ai dati raccolti dallo spettrometro a raggi X, che vi fosse un flusso di raggi X fluorescente più intenso del previsto e che gli altopiani lunari fossero più ricchi di alluminio rispetto ai mari. Endeavour percorse un'orbita più inclinata rispetto alle precedenti missioni con equipaggio e così Worden fu in grado di osservare elementi che non erano noti in precedenza, integrando le fotografie con descrizioni complete.
Quando Scott e Irwin furono pronti a decollare dalla superficie lunare per fare ritorno sull'Endeavour, il CSM eseguì una manovra di cambio di piano orbitale per garantire che la sua orbita, che era stata perturbata dalla gravità lunare nei tre giorni trascorsi, venisse a trovarsi sullo stesso piano di quella che il LEM avrebbe raggiunto una volta decollato dalla Luna. L'accensione del motore principale SPS ebbe la durata di 18 secondi.

### Ritorno e ammaraggio
Il modulo lunare Falcon decollò dalla Luna alle 17:11:22 GMT del 2 agosto, dopo aver trascorso 66 ore e 55 minuti sulla superficie. Poco meno di due ore dopo si riagganciò con il CSM. Dopo che gli astronauti ebbero completato il trasferimento dei campioni lunari e altri oggetti dal LEM al CSM, il modulo lunare venne sigillato, espulso e fatto schiantare intenzionalmente sulla superficie lunare, un impatto che venne registrato dai sismometri lasciati da Apollo 12, 14 e 15. Fatto ciò Slayton raccomandò agli astronauti di prendere dei sonniferi, confidando che almeno Scott e Irwin lo facessero. Scott, come comandante della missione si rifiutò, sentendo che non ve ne fosse bisogno. Durante le attività extraveicolari, i medici avevano notato irregolarità nella frequenza cardiaca dei due astronauti, ma di ciò non furono informati durante la missione. Dopo essersi ritirato da astronauta, Irwin ebbe problemi cardiaci e morì nel 1991 per un infarto miocardico; Scott ritenne che come comandante avrebbe dovuto essere informato delle letture biomediche. I medici della NASA all'epoca ritennero che il problema evidenziato dalla lettura dell'elettrocardiogramma fosse dovuto a una carenza di potassio, determinata dal lavoro faticoso svolto dagli astronauti sulla Luna e dall'inadeguata reintegrazione attraverso i liquidi assunti.
L'equipaggio trascorse i successivi due giorni a lavorare su esperimenti riguardanti la scienza orbitale, tra cui alcune osservazioni della Luna dall'orbita. Inoltre, rilasciarono in orbita lunare un piccolo satellite che avrebbe acquisito dati sui campi magnetico e gravitazionale della Luna. Infine, l'equipaggio lasciò l'orbita lunare grazie a un'ulteriore accensione del motore principale del CSM della durata di 2 minuti 21 secondi, svolta alle 21:22:45 GMT del 4 agosto. Il giorno successivo, durante il viaggio di ritorno sulla Terra, Worden eseguì un'attività extraveicolare (EVA) di 39 minuti per recuperare alcune pellicole fotografiche dal vano del modulo di strumentazione scientifica (SIM) del modulo di servizio, con l'assistenza di Irwin che rimase al portello del modulo di comando. Svoltasi a circa 317000 km dalla Terra, fu la prima EVA nello "spazio profondo" della storia, a grande distanza da qualsiasi corpo planetario. Al 2020, rimaneva ancora una delle uniche tre EVA di questo tipo, tutte svoltesi in occasione delle missioni di tipo J del programma Apollo eseguite in circostanze simili. Più tardi, nello stesso giorno, l'equipaggio stabilì il record di volo più lungo del programma Apollo fino a quel momento.

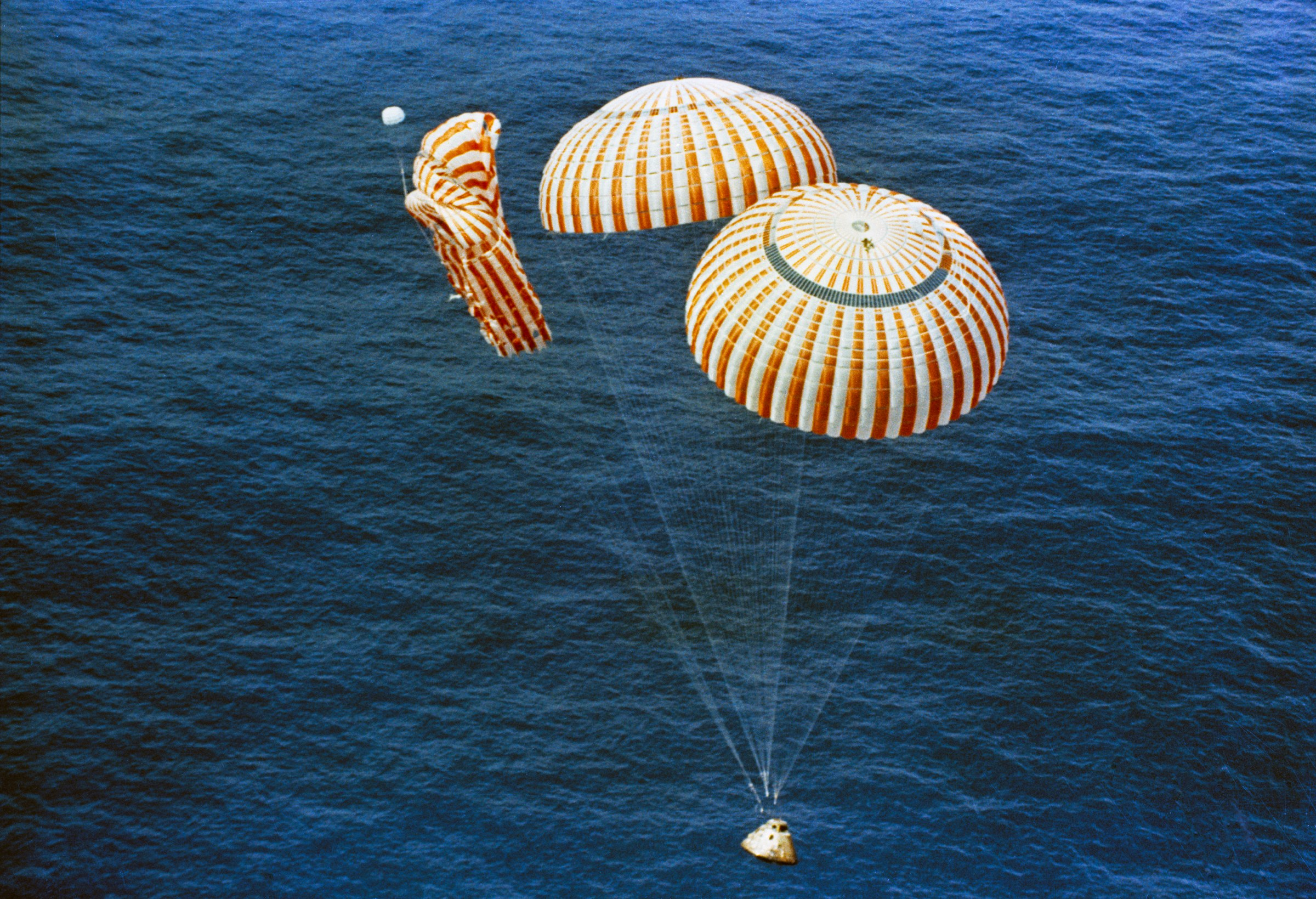
L'ammaraggio nel pacifico (notare il malfunzionamento del paracadute), 7 agosto 1971 20:45 UTC

All'avvicinarsi alla Terra, il 7 agosto, il modulo di servizio fu espulso e il modulo di comando fece il suo rientro nell'atmosfera. Sebbene uno dei tre paracadute principali del modulo di comando non fosse riuscito a dispiegarsi correttamente, probabilmente a causa dei danni causati dal carburante espulso dal veicolo spaziale, i due rimasti si dimostrarono sufficienti per effettuare una discesa in piena sicurezza (il terzo era stato inserito per ridondanza). Dopo essere ammarati, alle ore 20:45 UTC, nell'Oceano Pacifico, il CM e l'equipaggio furono recuperati e portati a bordo della nave da recupero USS Okinawa, mettendo così fine a una missione che era durata 12 giorni, 7 ore, 11 minuti e 53 secondi. L'equipaggio portò circa 76 kg di pietre lunari sulla Terra.

## Valutazione della missione
Gli obiettivi della missione Apollo 15 erano «eseguire l'ispezione selenologica, il rilevamento e il campionamento di reperti e delle caratteristiche di superficie in un'area preselezionata della regione dei Mons Hadley. Posizionare e attivare esperimenti di superficie. Valutare la capacità delle apparecchiature Apollo di prolungare il tempo di permanenza sulla superficie lunare, incrementare le operazioni extraveicolari e la mobilità sulla superficie; condurre esperimenti in volo e eseguire ricognizioni fotografiche dall'orbita lunare». In definitiva, la missione riuscì a raggiungere tutti questi obiettivi oltre che completare un lungo elenco di altri compiti, esperimenti inclusi. Non fu raggiunto, invece, l'obiettivo di fotografare il gegenschein dall'orbita lunare, per un errore nel puntamento della fotocamera. Secondo le conclusioni dell'Apollo 15 Mission Report, la missione «è stata il quarto atterraggio lunare e ha portato alla raccolta di una grande quantità di informazioni scientifiche. Il sistema Apollo, oltre a fornire un mezzo di trasporto, è risultato eccellente come struttura scientifica operativa».
L'Apollo 15 beneficiò di un aumento dell'interesse pubblico per il programma Apollo, in parte dovuto al fascino del rover lunare, nonché all'attrattiva del sito scelto e alla maggiore copertura televisiva.

## Controversie
Nonostante la missione fosse riuscita, le carriere dei membri dell'equipaggio vennero danneggiate da un accordo commerciale, da loro stipulato prima del volo, con cui si erano impegnati a portare sulla Luna delle cartoline postali in cambio di un compenso di circa 7 000 dollari ciascuno. L'idea era stata proposta loro da Walter Eiermann che, forte dei suoi contatti con il personale della NASA, aveva fatto da intermediario tra gli astronauti e un commerciante di francobolli della Germania Ovest di nome Hermann Sieger. Un centinaio delle circa 400 cartoline che Scott portò con sé, furono consegnate a Eiermann, che le rivendette a Sieger. Il direttore dell'ufficio astronauti, Deke Slayton, non aveva mai dato il necessario permesso per una tale operazione.
Alla fine del 1971 le 100 cartoline furono messe in vendita da Sieger a un prezzo di circa 1 500 dollari l'una. Dopo aver ricevuto i compensi pattuiti gli astronauti, tuttavia, li restituirono non accettando ulteriori somme. Ad aprile 1972, Slayton venne a sapere il fatto e, quindi, rimosse i tre astronauti dall'equipaggio di riserva per l'Apollo 17. La questione diventò pubblica a giugno dello stesso anno e i tre astronauti vennero ufficialmente redarguiti. Nessuno dei tre volerà più nello spazio. Durante l'indagine, gli astronauti consegnarono le cartoline ancora in loro possesso; Worden le riebbe indietro solo dopo aver intentato causa a sua volta; la rivista Slate lesse questa conclusione come una sua assoluzione.
In seguito emerse un'altra controversia circa la statuetta del Fallen Astronaut lasciata da Scott sulla Luna. Prima della missione, Scott si era accordato con l'artista belga Paul Van Hoeydonck perché realizzasse una scultura di circa 8,5 centimetri di altezza e raffigurante un astronauta stilizzato. L'intento di Scott, tenendo fede alla rigida politica della NASA contro lo sfruttamento commerciale del programma spaziale, era di realizzare un semplice memoriale per gli astronauti deceduti, mantenendo l'artista nell'anonimato e senza che vi fosse la produzione di repliche per il pubblico eccetto per la copia da mettere in mostra al National Air and Space Museum, quest'ultima commissionata solo dopo la rivelazione dell'esistenza del manufatto durante la conferenza stampa post volo. Tuttavia, Van Hoeydonck affermò di aver compreso diversamente l'accordo, asserendo di ritenere di essere il creatore di un tributo all'esplorazione spaziale umana e quindi di avere il diritto di venderne delle repliche. Sotto pressione dalla NASA, Van Hoeydonck abbandonò il progetto di mettere in vendita 950 copie firmate.

## Visibilità dallo spazio
L'impronta sul sito di allunaggio dell'Apollo 15, creata dal getto di scarico emesso dal motore del LEM, fu fotografata dall'orbiter lunare giapponese SELENE; ricevendo conferma attraverso un'analisi comparativa delle fotografie nel maggio del 2008. Le osservazioni di SELENE corrispondono a quanto fotografato dal modulo di comando di Apollo 15, che già aveva rilevato l'avvenuta variazione nella riflettività dell'area della superficie investita dai gas combusti. SELENE fornì la prima osservazione visuale indipendente delle attività umane condotte nei siti di allunaggio del programma Apollo.

## Campioni riportati sulla Terra
Tra i campioni di rocce lunari riportate sulla Terra figura anche il meteorite Hadley Rille: un piccolissimo meteorite scoperto in un campione di terreno lunare raccolto alle coordinate 26°26′00″N 3°39′20″E.